# Waffenkontrolle (Recht)
Die Waffenkontrolle (englisch gun control, arms control, gun politics) bestimmt die gesetzlichen Vorgaben eines Staates in Bezug auf Herstellung, Verbringung, Erwerb und Besitz von Waffen. Der Konsens zwischen einem totalen Verbot und einem freien, unkontrollierten Zugang zu Waffen ist landestypisch von der Historie und Ideologie einer Nation abhängig. Auch internationale Verträge fließen in die nationalen Waffengesetze ein.
Waffenverkäufe können die Angriffs- oder Schutzmacht des Käufers stärken, durch Importe das lokale Handwerk behindern oder illegalen Besitz ermöglichen, für die Hersteller viel Gewinn einbringen, die Machthaber eines Staates, die Waffenbesitzer oder die öffentliche Sicherheit gefährden. Die Kontrollgesetze variieren demnach in ihrem Zweck.

## Herstellungskontrolle
Die Herstellungskontrolle befasst sich zum einen mit der technischen Sicherheit als auch mit der Kontrolle der Produktion und der Verteilung der hergestellten Waren.
Die Sicherheit von Schusswaffen und Munition wird durch das Beschusswesen kontrolliert.
Zur Produktionskontrolle müssen in vielen Rechtsstaaten die Hersteller Herstellungslizenzen erwerben und Herstellungsbücher führen, in denen die Waffen mit Seriennummern gelistet sind, sowie deren Abnehmer. In einigen Fällen ist der Staat jedoch selbst an einer illegalen Herstellung beteiligt und am illegalen Handel.
Gerade in Kriegszeiten kann man mit Waffenverkäufen viel Geld verdienen. So lag der Anteil an Waffenverkäufen im Mittelalter der Stadt Nürnberg in Friedenszeiten bei 10 % und stieg in Kriegszeiten auf 100 % an. Laut Arno Schütze war „das einzige durchgängige Motiv beim Rüstungshandel Nürnbergs der eigene Vorteil. Ein Blick auf den Kundenkreis belegt, dass die Stadt sämtliche Krieg führende Parteien belieferte. Sogar die eigenen Feinde.“ Diese liberale Rüstungspolitik blieb nicht ohne Folgen. 1632 lagerten die schwedische und die kaiserliche Armee vor den Toren Nürnbergs. Durch große Plünderungen, einer Pestepidemie, die Kosten für die Befestigungsanlagen und unbezahlte Lieferungen an verschiedenste Kriegsparteien stürzte Nürnberg in eine tiefe Finanzkrise. Ähnlich erging es der Suhler Waffenschmiede. Die Suhler, die bis dahin sowohl Freund als auch Feind mit Kriegsgerät versorgt und daran gut verdient hatten, wurden durch den Überfall der Kroaten 1634 schutzlos ausgeplündert. Nur mühsam konnte sich das Waffenwerk davon wieder erholen.
Während des Kalten Krieges lag die Produktion von Schusswaffen in vielen Ländern hauptsächlich in staatlicher Hand. Aktuell wahren diesen Zustand immer noch China, Russland, viele Staaten in Zentralamerika, in Südamerika (außer Argentinien und Brasilien), in Afrika (außer Südafrika) und Asien. Alle Staaten, in denen privatwirtschaftliche Herstellung erlaubt ist, gehören zu den freien Staaten.

## Verbringung

### Exportkontrolle

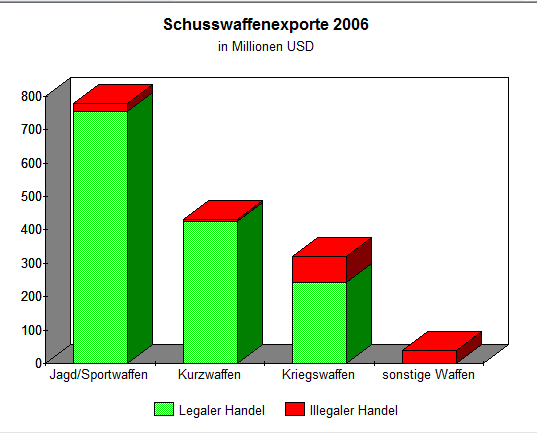
Export von Schusswaffen 2006 in Millionen USD

Bei Waffenhandelskontrollen überschneiden sich nationale und internationale Rechtssysteme. Volkswirtschaftlich sinnvoll sind für jede Nation hohe Waffenexporte. Der Export in Krisengebieten, vor allem von Kriegswaffen verletzt jedoch die Völkerrechte, wie die Menschenrechte und das humanitäre Völkerrecht. Da die Nationen im Wettbewerb zueinander stehen, würden sie auch bedenkliche Exporte erlauben, wenn diese nicht kontrolliert und veröffentlicht werden würden. Nur verbindliche UNO-Verträge und vertrauensbildende Maßnahmen, wie z. B. das Transparenz-Register können diesem Dilemma Abhilfe gewähren. Im Jahr 2011 berichtet das Small Arms Survey, dass lediglich 50 bis 60 Staaten den internationalen Verpflichtungen nicht Folge leisten. In diesem Report wird bescheinigt, dass laut der aktuellen Ausgabe des Transparenzbarometers die Schweiz, das Vereinigte Königreich und Deutschland die Hauptexporteure mit der größten Transparenz sind.
Heutzutage werden mit nationalen Waffenembargos die Beschlüsse internationaler Organisationen (UN, EU, OSZE) umgesetzt. Diese Organisationen sprechen Embargos bei bestimmten Rahmenbedingungen als Druckmittel gegen Länder aus, die gegen Völkerrechte verstoßen. Manchmal werden Embargos jedoch auch von wirtschaftlich potenten Ländern gegen in der Regel schwächere Länder eingesetzt. So verhängten die USA ein nahezu totales Embargo gegen Kuba. Zusätzlich bestehen Embargos gegen Personen und Organisationen, die zu dem terroristischen Umfeld gezählt werden.
Bisher gibt es in den Kleinwaffen-Vereinbarungen der Vereinten Nationen, des Rats der Europäischen Union und der nationalen Außenwirtschaftsministerien keine Differenzierung zwischen Feuerwaffen für den zivilen Bedarf und Kriegswaffen.
Jagd-, Sport- und Kurzwaffen werden global zum größten Teil direkt von Herstellern oder Händlern der westlichen, reichen Länder an Endverbraucher oder nationale Großhändler in reichen, westlichen Ländern exportiert. Das Small Arms Survey bezeugte in seinem Report 2009, dass die Exporte seitens der EU-Staaten zu fast 100 % autorisiert erfolgen. Anders verhält es sich bei Kriegsschusswaffen, die laut Angaben dieses Reports zu einem Drittel illegal exportiert wurden. Der größte Anteil soll aus China stammen.

#### International
1995 setzte sich der UN-Generalsekretär Boutros Boutros-Ghali im Rahmen seiner Agenda für den Frieden erstmals für die Kontrolle von Kleinwaffen ein. Er rief die internationale Gemeinschaft auf, effektive Lösungen für die Verhinderung der Proliferation und gegen den Missbrauch von Kleinwaffen zu finden. Im gleichen Jahr wurde die UN-Resolution 50/70B verabschiedet. Sie verpflichtete den Generalsekretär, einen Bericht über Kleinwaffen und Leichte Waffen (SALW) für die 1. Kleinwaffen-Konferenz im Jahr 2001 anzufertigen. Daraufhin entstand das Kleinwaffenaktionsprogramm. Das Büro der Vereinten Nationen für Abrüstungsfragen (UNODA) war 1998 gegründet worden, um die Abrüstung von Atomraketen und Massenvernichtungsmittel voranzutreiben. Auch die Abrüstung konventioneller Kleinwaffen und Landminen gehört zu den Zielen, da diese Waffen hauptsächlich in Krisengebieten Verwendung finden.
Mittlerweile gibt es ein UNO-Feuerwaffenprotokoll, ein VN-Transparenz-Register, internationale Markierungsvorschriften und vieles mehr. Aktuell (2010) wird ein Arms Trade Treaty (ATT) vorbereitet, um den illegalen Handel mit Kleinwaffen zu verhindern.
Unterstützung für diese Verträge geben u. a. Organisationen für Menschenrechte und Humanitäre Hilfe, die eine direkte Verbindung zwischen der Verbreitung von Kleinwaffen, auch in privaten Händen, zu Gewaltdelikten und Tod von Zivilisten sehen. An erster Stelle steht die IANSA (International Action Network on Small Arms), die 1999 nach dem Amoklauf in Dunblane (Großbritannien) gegründet wurde. 2003 startete IANSA zusammen mit Oxfam und amnesty international die Control Arms Kampagne. Das Ziel dieser Kampagne ist das totale Verbot von Handfeuerwaffen.
Ablehnung für diese Verträge kommt von der Organisation Amerikanischer Staaten und dem World Forum on the Future of Sport Shooting Activities, die den Ausschluss für zivile Waffen von den Verträgen fordern.

#### Feuerwaffenprotokoll der Vereinten Nationen
Oberste Richtlinie zur Verhütung, Bekämpfung und Beseitigung der unerlaubten Herstellung und des unerlaubten Handels von Feuerwaffen, dazugehörigen Teilen und Komponenten sowie Munition ist das Feuerwaffenprotokoll der Vereinten Nationen. Zu seiner Umsetzung wurde 2001 das Kleinwaffenaktionsprogramm der Vereinten Nationen gegründet.
Das Feuerwaffenprotokoll fordert bei der Herstellung von Waffen diese mit Seriennummern zu kennzeichnen und Herstellungsbücher zu führen. Nationale Gesetze sollen den Handel im eigenen Land überwachen und auf Erfassung in Handelsbüchern drängen. Gemeinsame Ausfuhrkriterien und Verfahren sollen die Ausfuhr, Einfuhr und Durchfuhr regeln. Transparenzmaßnahmen sollen die Nachverfolgung ermöglichen. Grenzkontrollen und Überwachung der See- und Luftfahrtswege sollen den Schmuggel verhindern.
Das Feuerwaffenprotokoll wurde von 51 Staaten und der Europäischen Union unterzeichnet.

#### Europäische Union

##### Innergemeinschaftlich
Die Bedingungen für die innergemeinschaftliche Verbringung von Verteidigungsgütern sind in der Richtlinie 2009/43/EG (Verteidigungsgüterrichtlinie) enthalten. Die einschlägigen Waffen sind im Anhang zu der Richtlinie aufgeführt. Dazu zählen Gewehre, Karabiner, Revolver, Pistolen, Maschinenpistolen und Maschinengewehre, aber auch Geschütze, Haubitzen, Kanonen, Mörser, Panzerabwehrwaffen und Einrichtungen zum Abfeuern von Geschossen und Raketen, außerdem Bomben, Torpedos, Granaten, Rauch- und Nebelbüchsen, Minen, Flugkörper, Wasserbomben, Sprengkörper-Ladungen, -Vorrichtungen und Zubehör. Ziel der Richtlinie ist es gem. Art. 1 Abs. 1, die Vorschriften und Verfahren der Lieferung oder Beförderung eines Verteidigungsgutes von einem Lieferanten an einen bzw. zu einem Empfänger in einem anderen Mitgliedstaat zu vereinfachen, um das reibungslose Funktionieren des Binnenmarktes sicherzustellen.
Die Verbringung ist danach genehmigungspflichtig. Die Ausfuhr wird durch die nationalen Zollbehörden kontrolliert.
Die Europäische Kommission muss gem. Art. 13 der Richtlinie die volle Übereinstimmung der Liste im Anhang mit der Gemeinsamen Militärgüterliste der Europäischen Union  gewährleisten.

##### Ausfuhr in Drittstaaten
Für die Ausfuhr aus dem Zollgebiet der Europäischen Union gilt die Verordnung (EU) Nr. 258/2012 des Europäischen Parlaments und des Rates vom 14. März 2012 (EU-Feuerwaffenverordnung), mit der das VN-Feuerwaffenprotokoll umgesetzt wurde.

#### Regelung in Deutschland
Auf Antrag und bei Vorliegen festgelegter Voraussetzungen kann bestimmten Unternehmen vom Bundesamt für Wirtschaft und Ausfuhrkontrolle (BAFA) auf Grundlage der Richtlinie 2009/43/EG ein auf fünf Jahre befristetes Zertifikat erteilt werden (§ 2 AWV). Die gemäß der Verteidigungsgüterrichtlinie zertifizierten Unternehmen sind in einem Register aufgeführt. Dieses Register enthält eine Liste der für die Zertifizierung zuständigen Behörden, die Liste der zertifizierten Unternehmen, Zertifikatsdaten, Informationen über die von den Mitgliedstaaten erlassenen Allgemeinen Genehmigungen und Links zu den einschlägigen Rechtsvorschriften.
Dem BAFA obliegt auch die Ausfuhrkontrolle für Dual-Use-Güter im Sinne der Verordnung (EU) 2021/821, die wohl für zivile als auch für militärische Zwecke verwendet werden können. Im Teil I Abschnitt A der Ausfuhrliste werden die zu kontrollierenden Waffen, Munition und Rüstungsgüter aufgelistet, sowie auch deren Ausnahmen. Das Amt kontrolliert die Klassifizierung des Exportguts, das Importland und die Empfänger. Unter bestimmten Bedingungen wird die Zustimmung des Auswärtigen Amts benötigt.

### Importkontrolle
Länder bestimmen durch nationale Waffengesetze und Zollvorschriften die Importe von Schusswaffen. Entweder dürfen Waffen nicht importiert werden, weil der Besitz für Privatleute verboten ist oder weil die heimische Wirtschaft geschützt werden soll.
Beispiel: Zwischen 1987 und 1994 stammten in den USA 15 % des Schusswaffenimports aus China und bedrohte durch die niedrigen Preise die heimische Industrie. 1994 führte Bill Clinton einen Bann für chinesische Waffenimporte ein. Seitdem stieg der Absatz wieder im eigenen Land, so dass 1998 nur noch 6 % der heimischen Produktion exportiert wurde, obwohl in den USA 75 % der weltweiten Schusswaffenproduktion gefertigt wurde. Dieser wirtschaftliche Bann war auch der Grund, dass drei europäische Waffenhändler, die chinesische Magazine mit gefälschter bulgarischer Ursprungserklärung in die USA einführten, im Januar 2011 in den USA festgenommen wurden. Ihnen droht zwanzig Jahre Haft wegen Waffenschmuggels.

## Kontrolle des zivilen Waffenbesitzes
Die Kontrolle des zivilen Waffenbesitzes unterliegt historisch sowie regional äußerst unterschiedlichen Regelungen, deren Bandbreite von Totalverboten bis zur Waffenbesitzpflicht reichen. Richtungsweisende Tendenz in diesen Regelungen war zu allen Zeiten die Zielsetzung der jeweilig herrschenden Machtverhältnisse und deren nachgeordneten Organe der Legislative sowie Exekutive.
Das Regierungsprojekt Small Arms Survey hat 2011 eine Analyse erstellt, welches die Gesetzgebung der zivilen Waffenkontrolle und den Gebrauch von Schusswaffen in 42 Rechtsbezirken (28 Länder und 14 sub-nationale Einheiten) umfasst. Dabei wurde die Vielfalt der bestehenden Gesetze, ihre Gemeinsamkeiten und Grundlagen dargestellt.
In seiner Einleitung und der deutschen Zusammenfassung kam das Institut zu folgenden Aussagen:
- In allen Ländern außer Brunei, Kambodscha, Taiwan, Eritrea, Liberia und den Salomonen (letztere mit Ausnahme der Angehörigen der Regional Assistance Mission to Solomon Islands) ist es Bürgern erlaubt, Feuerwaffen – unter bestimmten Einschränkungen – zu kaufen und zu besitzen. Der zivile Gebrauch umfasst Sportschießen, Jagd, Selbstverteidigung, Sammeln und berufliche Tätigkeiten.
- Die staatlichen Ansätze zur Regulierung des zivilen Waffenbesitzes hängen von der Frage ab, ob der zivile Besitz als Grundrecht oder als Privileg betrachtet wird. Dort, wo das Recht auf Waffenbesitz ein Grundrecht ist (in den Vereinigten Staaten von Amerika und Jemen), sind die Vorschriften tendenziell großzügiger; dort wo der Waffenbesitz als Privileg angesehen wird (alle anderen untersuchten Länder), sind die Restriktionen seitens des Staates stärker.
- Alle Staaten erkennen die Notwendigkeit für Maßnahmen zur Förderung der sicheren Verwendung von Schusswaffen und zur Verhinderung von Missbrauch und Gefahren für die Öffentliche Sicherheit wie auch zur Förderung der Sicherheit der Waffenbesitzer an.
- Wie bei anderen Formen sozialer Regulierung auch, ändern sich die Gesetze für den zivilen Waffenbesitz mit der Zeit. Revisionen werden nicht nur durch medial verbreitete Vorfälle von Waffenmissbrauch angeregt, sondern auch durch Verschiebungen der öffentlichen Meinung gegenüber bewaffneter Gewalt – und gegenüber der Regulierung selbst.
- Fast alle untersuchten Staaten kontrollieren den privaten Besitz von Schusswaffen gleichzeitig anhand dreier Säulen:
  - Kontrolle der Schusswaffe
  - Kontrolle des Erwerbers
  - Kontrolle des Zwecks zum Besitz

### Internationale Regelungen
Während der letzten zwanzig Jahre wurde oft die Notwendigkeit regionaler Waffenkontrollen angesprochen. Der Fokus verlagerte sich jedoch auf die Bekämpfung des illegalen Handels mit Kleinwaffen, insbesondere seit 2001 das Kleinwaffenaktionsprogramm installiert wurde. Die letzte internationale Vereinbarung stammt vom Juli 1997: Die ECOSOC Resolution unterstrich die Bedeutung der staatlichen Verantwortung für eine wirksame Regulierung des zivilen Besitzes von Kleinwaffen und ermutigte die Mitgliedsstaaten, Regularien für die zivile Nutzung von Schusswaffen zu erschaffen, die die folgenden Elemente beinhalten sollten:
- Vorschriften für die Sicherheit und Verwahrung von Schusswaffen
- Angemessene Sanktionen und/oder verwaltungsrechtliche Sanktionen für Straftaten im Zusammenhang mit Missbrauch oder des unerlaubten Besitzes von Feuerwaffen
- Verminderung oder Befreiung von der strafrechtlichen Verantwortlichkeit durch Amnestie oder ähnlicher Programme, um die Bürger zu ermutigen, illegale, unsichere und unerwünschte Waffen abzugeben.
- Errichtung eines Lizenzsystems, um zu erreichen, dass Schusswaffen nicht an Personen abgegeben werden, die Gewaltdelikte begangen haben sowie an andere Personen, denen nach nationalem Recht der Zugang zu Waffen verwehrt ist.
- Registrierung aller Schusswaffen

Obwohl nach 1997 keine internationalen Vereinbarungen zur Waffenkontrolle beschlossen wurden, haben 110 Staaten in mindestens acht regionalen Vereinbarungen Elemente der nationalen Waffenkontrolle vereinbart. Vier dieser Vereinbarungen sind rechtlich verbindlich.

#### Afrika
Die Bamako Declaration über eine gemeinsame afrikanische Position zur unerlaubten Verbreitung, Verteilung und Handel mit Kleinwaffen und leichten Waffen empfahl 2000 den Mitgliedsstaaten, neben anderen Dingen, den illegalen Besitz von Kleinwaffen, leichten Waffen, Munition u. ä. als Straftat nach nationalem Recht zu werten.
Das SADC Firearms Protocol verpflichtete 2001 die Vertragsstaaten, folgende Elemente im nationalen Recht zu integrieren: Verbot des uneingeschränkten Besitzes durch Zivilisten, Verbot des Besitzes und des Gebrauchs von leichten Waffen von Zivilisten, Registrierung aller privat besessenen Waffen, Bestimmungen über die sichere Lagerung und die Verwendung, Überwachung und Überprüfung von Waffenlizenzen, Beschränkung der Anzahl von Feuerwaffen, die besessen werden dürfen, Verbot der Pfändung und Verpfändung von Feuerwaffen, Munition u. ä., Verbot der Täuschung oder Zurückhaltung von Informationen bei der Antragstellung. Es empfahl eine koordinierte Überprüfung der nationalen Verfahren und Kriterien bei der Lizenzvergabe und eine Erstellung eines nationalen, elektronischen Waffenregisters.
Im Nairobi Protocol zur Verhinderung, Kontrolle und Reduzierung von SALW in der Region der Afrikanische Große Seen und dem Horn von Afrika gab es 2004 nahezu identische Bestimmungen zum SADC Firearms Protocol. Es erforderte jedoch auch die Registrierung und wirksame Kontrolle von Waffen, die von privaten Sicherheitsfirmen besessen werden, und verbot den zivilen Besitz von halbautomatischen und automatischen Gewehren, sowie Maschinengewehre und alle leichten Waffen.
Das ECOWAS Übereinkommen über Kleinwaffen und leichte Waffen, deren Munition und anderes verwandtes Material verbot 2004 den Besitz, Gebrauch und Verkauf von leichten Waffen von Zivilisten; forderte ein Lizenz-System, einschließlich der folgenden Kriterien: Mindestalter, keine Vorstrafen oder unter Verdacht eines Sittlichkeitsverbrechen; Beweis eines berechtigten Grundes für den Besitz, Tragen, Führen oder Gebrauch; Nachweis einer Sachkundeausbildung; Nachweis der sicheren Aufbewahrung und der getrennten Lagerung von Waffen und Munition. Auch wurde gefordert: Begrenzung der Anzahl von Waffen pro Lizenz; Wartezeit von mindestens 21 Tagen; temporäre Lizenzen, regelmäßige Überprüfungen; Gesetz für die Beschlagnahme und Widerruf von Genehmigungen bei Verstößen bezüglich des legalen Besitzes, sowie angemessene Sanktionen und Strafen für illegalen Besitz und Gebrauch.

#### Amerika
Die Organisation Amerikanischer Staaten besteht seit 1997 darauf, dass sämtliche internationalen Regelungen nicht die Gesetzgebung für den Besitz und Handel für zivil genutzte Waffen beeinflussen dürfen.
Der Andean Plan der Andengemeinschaft zur Verhütung, Bekämpfung und Beseitigung unerlaubten Handels mit Kleinwaffen und leichten Waffen unter allen Aspekten ermutigte 2003 die Verbesserung und Verstärkung der Regelungen zum zivilen Besitz und empfahl den illegalen Besitz, Tragen und Gebrauch von Kleinwaffen als
Straftat nach dem nationalen Recht einzurichten.

#### Europäische Union

##### Richtlinie 91/477/EWG (EU-Feuerwaffenrichtlinie)
Vor dem Wegfall der Grenzen und Zollformalitäten war die Europäische Union gezwungen, die unterschiedlichen nationalen Waffengesetze zu harmonisieren. Der freie Verkehr mit Feuerwaffen musste von Vorsichtsmaßnahmen begleitet werden, die in der Richtlinie 91/477/EWG (EU-Feuerwaffenrichtlinie) festgeschrieben wurden und dem unterzeichneten Feuerwaffenprotokoll entsprachen. Die Mitgliedstaaten konnten strengere nationale Vorschriften erlassen, sollten jedoch die Mindestanforderungen umsetzen.
In der Feuerwaffenrichtlinie wurden zunächst die Waffenkategorien bestimmt (Anhang I) und die Kategorie A als verboten bestimmt.
Als verbotene Feuerwaffen gelten militärische Waffen und Abschussgeräte mit Sprengwirkung, vollautomatische Feuerwaffen, als anderer Gegenstand getarnte Feuerwaffen, panzerbrechende Munition, Munition mit Spreng- und Brandsätzen sowie Geschosse für diese Munition, Pistolen- und Revolvermunition mit Expansivgeschossen sowie Geschosse für diese Munition mit Ausnahme solcher für Jagd- und Sportwaffen von Personen, die zur Benutzung dieser Waffen befugt sind. Diese verbotenen Waffen werden hauptsächlich von Krisengebieten angefordert.
Zudem wurden sämtliche Käufe, Verbringungen und Transporte innerhalb der Europäischen Union geregelt, sowie die verstärkte Kontrolle an den Außengrenzen zu den Drittstaaten. Sämtliche Regeln sollten bis 1993 in einzelstaatlichen Bestimmungen umgesetzt und der Europäischen Union berichtet werden. Die zuständige Kommission sollte dann die anderen Mitgliedstaaten unverzüglich von den ergriffenen Maßnahmen in Kenntnis setzen (Artikel 15.4 und 18).
Die Mindestanforderung der Richtlinie lauteten 1991 wie folgt:
Handel und Herstellung
- Waffenhändler, die mit Waffen der Kategorie A (verboten) und B (genehmigungspflichtig) handeln, benötigen eine staatliche Zulassung
- Für Waffen der Kategorie A, B und C (meldepflichtig) müssen Handelsbücher geführt werden. Diese müssen fünf Jahre aufbewahrt werden.

Erwerb
- Waffen der Kategorie A sollen national verboten werden
- Waffen der Kategorie B, C und D (sonstige) sollen nur an Personen abgegeben werden, die volljährig sind (Sondergenehmigung für Jäger und Sportschützen möglich)
- Waffen der Kategorie B sollen zudem nur an Personen abgegeben werden, die ein Bedürfnis (Rechtfertigung, good cause, genuine reason) haben, und sich selbst, die öffentliche Ordnung und die öffentliche Sicherheit aller Voraussicht nach nicht gefährden.

Handel und Herstellung
- Jeder Waffenhändler (auch für Waffen der Kategorie C und D) benötigt eine Überprüfung der persönlichen und beruflichen Zuverlässigkeit und seiner Fähigkeiten.
- Bis 31. Dezember 2014 muss ein computergestütztes zentral oder dezentral eingerichtetes Waffenregister eingeführt werden für alle Kategorien, die Daten müssen 20 Jahre aufbewahrt werden.
- Waffen der Kategorie D müssen ab 28. Juli 2010 registriert werden.
- Jede Feuerwaffe und ihre wesentlichen Teile müssen zum Zeitpunkt ihrer Herstellung eine eindeutige Kennzeichnung mit Angabe des Herstellers, des Herstellungslandes oder -ortes, der Seriennummer und des Herstellungsjahres enthalten, bei Einfuhr muss das Einfuhrland und Einfuhrdatum erfasst werden.
- Jede kleinste Verpackungseinheit von Munition ist so zu kennzeichnen, so dass daraus der Name des Herstellers, die Identifikationsnummer der Charge, das Kaliber und der Munitionstyp hervorgehen

Erwerb
- Alle Waffen (Kategorie A–D) unterliegen jetzt einem Bedürfnis und dem Vorbehalt sich selbst, die öffentliche Ordnung und die öffentliche Sicherheit aller Voraussicht nach nicht gefährden. Die Verurteilung wegen eines vorsätzlichen Gewaltverbrechens schließt den Waffenerwerb aus.
- Jugendliche dürfen nur unter Anleitung eines Erwachsenen oder Schießaufsicht oder auf einer zugelassenen Schießstätte schießen

Erleichterung bei Reisen
- Jäger können für Feuerwaffen der Kategorien C und D und Sportschützen für Feuerwaffen der Kategorien B, C und D, die durch zwei oder mehr Mitgliedstaaten reisen, um an einer Jagd teilzunehmen oder ihrem Sport nachzugehen, ohne vorherige Erlaubnis eine oder mehrere Feuerwaffen mitführen, sofern sie den für diese Waffe(n) ausgestellten Europäischen Feuerwaffenpass besitzen und den Grund ihrer Reise nachweisen können, z. B. durch Vorlage einer Einladung oder eines sonstigen Nachweises für ihre Jagdteilnahme oder für ihre Ausübung von Schießsport im Zielmitgliedstaat.

Erhöhung der Sanktionen
- Die vorgesehenen Sanktionen müssen eine abschreckende Wirkung haben.

2008 wurde die Richtlinie verschärft. Viele der Verschärfungen beruhten auf der Ratifizierung des VN-Feuerwaffenprotokolls durch die Europäische Union (Kennzeichnung, Nachverfolgung, Makler bzw. Zwischenhandel). Waffenhandelsbücher mussten nun 20 statt 10 Jahre aufbewahrt werden, umbaubare Teile wurden meldepflichtig, eine Kennzeichnungspflicht und eine Maklerregelung wurden eingeführt, ein computergestütztes Waffenregister bis 2014 wurde Pflicht und vieles mehr. Der Begriff Makler wurde eingefügt sowie weitere Definitionen konkretisiert. Zudem wurden die vier Kategorien auf zwei reduziert (verboten/erlaubt). Diese Reduzierung wird insbesondere von den Staaten, die Waffen herstellen, nicht als Vereinfachung gesehen. Der Kommissionsbericht der EU vom Juli 2012 schreibt dazu: „Somit lässt sich aufgrund der gewonnenen Erkenntnisse der Schluss ziehen, dass eine EU-weit obligatorische Begrenzung der Feuerwaffenkategorien auf zwei an sich keine offensichtlichen Vorteile mit sich bringt; […]“
Die Richtlinie wurde durch die Richtlinie (EU) 2017/853 des Europäischen Parlaments und des Rates vom 17. Mai 2017 nochmals geändert. Diese Änderungen wurden in Deutschland durch das Dritte Gesetz zur Änderung des Waffengesetzes und weiterer Vorschriften vom 17. Februar 2020 (3. WaffRÄndG) umgesetzt.

##### Richtlinie (EU) 2021/555
Die EU-Feuerwaffenrichtlinie wurde gem. Art. 26 der Richtlinie (EU) 2021/555 des Europäischen Parlaments und des Rates vom 24. März 2021 über die Kontrolle des Erwerbs und des Besitzes von Waffen aufgehoben.
Die Richtlinie (EU) 2021/555 gilt nicht für den Erwerb oder Besitz von Waffen und Munition gemäß dem nationalen Recht durch die Streitkräfte, die Polizei oder Behörden. Sie gilt auch nicht für das Verbringen im Sinne der Richtlinie 2009/43/EG (Verteidigungsgüterrichtlinie).

#### Naher Osten
Die Arabische Liga entwarf 2002 ein arabisches Waffenmodellgesetz (Arab Model Law on Weapons, Ammunitions, Explosives and Hazardous Material). Dieses enthält Bestimmungen über den Besitz von Waffen und Munition, u. a. die Forderung einer Lizenz oder Erlaubnis für den Besitz von Schusswaffen; die Empfehlungen, die Menge an Munition, die besessen oder getragen werden darf zu begrenzen; Beschränkung der Anzahl der Waffen, die ein Bürger besitzen darf („ein Gewehr, eine Pistole, zwei Jagdwaffen“) vorzunehmen; folgende Zulassungskriterien festzusetzen: Mindestalter 21 Jahre, Zuverlässigkeit, keine Vorstrafen, körperliche Fitness; sowie Vorschriften zu gestalten über die Annullierung der Lizenzen, für die Meldepflicht von verlorenen oder gestohlenen Waffen innerhalb von drei Tagen und die damit verbundenen Strafen.

#### Ozeanien
Das Nadi Framework (Nadi Rahmen für ein gemeinsames Konzept zu Waffenkontoll-Maßnahmen) stellte 2000 die Anforderung an Zivilisten, ein Bedürfnis (genuine reason) zum Privatwaffenbesitz nachzuweisen und beschreibt die akzeptablen Gründe. Es listet die Feuerwaffen auf, die für den zivilen Besitz verboten werden sollten; schlägt ein Verfahren vor zur Lizenzierung von Zivilisten und Führung eines Registers über Besitz und Verkauf. Diese Vereinbarung wurde von Repräsentanten der folgenden Länder unterschrieben: Australien, Cookinseln, Fidschi, Neuseeland, Samoa, Tonga und Vanuatu.

### Umsetzung in nationales Recht
Jedes Land nimmt für sich das Vorrecht aufgrund der eigenen Mischung aus Kultur, historischen und konstitutionellen Faktoren, den zivilen Waffenbesitz so zu regeln, wie es dies für richtig hält.
Das Small Arms Survey hat 2011 jedoch folgende Gemeinsamkeiten bei 42 untersuchten Rechtsbezirken in fünf Regionen gefunden:
- Alle Staaten erkennen die Notwendigkeit, bestimmte Maßnahmen zu ergreifen, um Missbrauch und Gefahren für die öffentliche Sicherheit zu verhindern als auch für die Sicherheit der Waffenbesitzer zu sorgen.
- Fast alle Staaten verbieten oder beschränken den Zugang der Bürger zu Waffen, die die Staaten als ungeeignet für den zivilen Gebrauch betrachten.
- Die überwiegende Mehrheit der Staaten hat ein System der Lizenzvergabe, um bestimmten Menschen vom Privatwaffenbesitz auszuschließen. Statt jedoch diesen Ausschluss an bestimmten Kriterien festzumachen, nutzen viele Staaten einen erheblichen Ermessensspielraum.
- Viele Staaten registrieren Schusswaffen oder führen Verzeichnisse der Feuerwaffen im Privatbesitz; diese Staaten neigen zu einer zentralen Registrierung.
- Die meisten Staaten verlangen von Zivilisten, dass diese ein Bedürfnis (engl. „good cause“ oder „genuine reason“) für den Besitz einer Waffe vorweisen.
- Einige Staaten erlauben den Besitz von Feuerwaffen zur Selbstverteidigung, während andere diesen Zweck ausdrücklich ablehnen.

In der Studie wurden folgende Länder untersucht:
- Afrika: Ägypten, Kenya, Südafrika, Uganda
- Amerika: Belize, Brasilien, Dominikanische Republik, Kanada, Kolumbien, Vereinigte Staaten von Amerika, Venezuela
- Asien: Indien, Israel, Japan, Jemen, Kasachstan, Singapur, Türkei
- Europa: Estland, Finnland, Kroatien, Litauen, Russische Föderation, Schweiz, Vereinigtes Königreich
- Ozeanien: Australien, Neuseeland, Papua-Neuguinea

#### Faktoren zur Umsetzung
Der Prozess der Verabschiedung von Gesetzen ist oft sehr komplex. Folgende Faktoren haben Einfluss auf die Gesetzesgestaltung sagt die Studie 2011 zum privaten Waffenbesitz des Small Arms Survey:
- hauptsächlich die von den Medien präsentierte öffentliche Meinung
- private Interessen
- soziale Mobilisierung
- die vorherrschenden nationalen Prioritäten
- zwischenmenschlichen Beziehungen zu den politischen Entscheidungsträgern
- Einstellung und Erfahrungen mit Waffengebrauch und Waffenkriminalität

Tatsächlich führt ein Ansteigen der Kriminalität häufig zu gesetzgeberische Maßnahmen, ebenso wie medienwirksame öffentliche Zwischenfälle mit Waffengewalt.

##### Öffentliche Meinung zur Waffenkontrolle
Auf der einen Seite gelten Waffen als Instrumente zur Herstellung von Macht und zur Ausübung von Gewalt. Der Besitz von Schusswaffen in privater Hand wird als Gefahr für die innere Sicherheit angesehen. Um den Zugang und Umgang mit ihnen zu beschränken, ist in vielen Ländern Selbstverteidigung als ein Bedürfnis für den privaten Waffenbesitz verboten. Gleiches gilt für das Tragen von Waffen in Öffentlichkeit. So hat sich in Deutschland seit 1992 durch ein Urteil des BVerwG die Erkenntnis „Jede Waffe weniger erhöht die innere Sicherheit.“ in die Rechtsprechung und die öffentliche Meinung eingebürgert. Dieser Standpunkt wird auch von einigen politischen Parteien getragen. Eine wissenschaftliche Untersuchung, die diese Aussage bekräftigen könnte, gab es bisher in Deutschland nicht. Auch in den Vereinigten Staaten steht eine große Anzahl von Bürgern dem privaten Waffenbesitz ablehnend gegenüber. Als 2001 in Michigan das Gesetz „zum Tragen von Waffen in der Öffentlichkeit“ vor der Abstimmung stand, wurde es von der Brady-Kampagne und dem Verband der Staatsanwälte von Michigan heftig bekämpft. Die Detroit Free Press schrieb zehn Jahre nach der Gesetzeseinführung: Verdeckte Waffen haben im Staat nicht viel verändert, sagen beide Seiten der Debatte.
Die andere Seite gesteht rechtstreuen Bürgen den kontrollierten Privatwaffenbesitz zu. Diese Meinung vertritt u. a. Ueli Maurer vom Schweizer Bundesrat: „Waffentradition ist Ausdruck des freiheitlichen Bürgerstaates. Wer einwende, der bewaffnete Bürger sei gefährlich, der spreche ihm die Selbstverantwortung ab.“ Der ehemalige britische Superintendent Colin Greenwood geht hierbei noch ins Detail: „Strenge Waffengesetzgebung … bewaffnet (nur) die Unterwelt. Sie zeigt in der Regel nur das Unsicherheitsgefühl obrigkeitsstaatlicher Verwaltungsbeamter und deren unberechtigter Angst vor der eigenen Bevölkerung, der stets Misstrauen entgegengebracht wird.“

###### Einfluss durch Nichtregierungsorganisationen
Die öffentliche Meinung wird u. a. durch die veröffentlichte Meinung beeinflusst, z. B. durch Medien und Kampagnen. Nach dem Zweiten Weltkrieg haben viele Nichtregierungsorganisationen (NROs) mit weltweiten Kampagnen erfolgreich für Rüstungskontrollmaßnahmen gekämpft. Seit den neunziger Jahren konzentrierte sich deren Fokus auf die konventionellen Waffen, insbesondere Kleinwaffen und leichte Waffen. Zu den in dieser Zeit neu gegründeten NROs gehören das International Action Network on Small Arms (IANSA). Viele Organisationen, die sich dem IANSA angeschlossen hatten, besaßen bereits frühere Erfahrungen aus der internationalen Kampagne zum Verbot von Landminen (ICBL). Zur gleichen Zeit wurde das World Forum on the Future of Sport Shooting Activities (WFSA) gegründet, ein internationaler Interessenverband für den Erhalt des privaten Waffenbesitzes. Bekanntestes Mitglied ist die National Rifle Association (NRA USA).
Obwohl die einzelnen NROs ideologisch und organisatorisch unterschiedlich aufgestellt sind, gehören die meisten einzelnen Gruppen und Einzelpersonen eine der beiden Dachorganisationen an:
- Die Waffenkontrollbefürworter sind unter dem IANSA vereint, welches 500 Millionen Mitglieder aus 800 Organisationen in 120 Ländern vertritt.[61]
- Die Schusswaffenbefürworter haben sich in dem WFSA vereint, welches 100 Millionen Mitglieder aus 35 Organisationen der Jäger, Schützen und Waffensammler, sowie einige Gruppen aus Waffenhandel und -industrie in 13 Ländern vertritt.

Beide Dachverbände sind seit 2001 mit Redebeiträgen zu allen UNO-Kleinwaffen-Konferenzen eingeladen und beteiligen sich an den nationalen und internationalen Vorbereitungen (PrepCom) zur nächsten Konferenz. Seit 1995 engagieren sie sich die Gruppen insbesondere in der Forschung, Entwicklung der Politik, Interessenvertretung, der Sensibilisierung der Öffentlichkeit und Bildung und der Implementierung von praktischen Maßnahmen.
Insbesondere die humanitären und Menschenrechtsorganisationen, fingen an, eine empirische Evidenz für einen Zusammenhang zwischen der erhöhten Verbreitung von Kleinwaffen und den negativen Effekte des Anstiegs von Gewalt und den Verlust von Menschenleben– – insbesondere unter Zivilisten – zu schaffen. Die Waffenbefürworter konzentrierten sich darauf, globale Waffenkontrollen zu verhindern, die den legalen Handel mit Schusswaffen oder das Recht auf Privatwaffenbesitz (insbesondere in den Vereinigten Staaten) einschränken wollen.
2006 untersuchten das UNIDIR der Einfluss der NROs bezüglich ihrer Einflussnahme zur Kleinwaffenkontrolle und Abrüstung und beschrieb die Einflussnahme einiger NROs wie folgt: 2003 starteten Oxfam, amnesty international und IANSA die Control-Arms-Kampagne, deren Ziel ein weltweites Waffenhandelsabkommen (englisch Arms Trade Treaty) ist. Durch Hintergrundberichte und öffentliche Aktionen wurden die Folgen des Schusswaffenmissbrauchs und die Forderungen nach verstärkten Kontrollen und Entwaffnung publiziert.
Das UNIDIR konnte neben dieser Kampagne, die weltweit Beachtung fand, auch erkennen, dass die nicht-staatliche Überwachung, (engl. „citizens’ reporting“, „inspection by the people“ oder „civil society monitoring“) ein wichtiges Element in der internationalen Gemeinschaft geworden ist, wenn untersucht wird, wie effektiv die Umsetzung der vertraglichen Verpflichtungen erfolgt ist. So werden die Red Books auf ReliefWeb.int – einem Projekt des OCHA der IANSA aus den Jahren 2003, 2005 und 2006 als wichtige Ressource für Regierungen, internationalen Organisationen und der Zivilgesellschaft gewertet, obwohl die Verfasser selber anmerkten, dass Fakten wegen fehlendes Zugangs fehlten und Erkenntnisse auch unterschiedlich interpretierbar wären. Diese Jahrbücher entstanden als Gemeinschaftsprojekt des IANSA, International Alert, Saferworld und dem Centre for International Co-operation and Security (CICS) der Universität Bradford unter dem Titel „Biting the Bullets“. Die Daten wurden von mehr als 100 NROs aus über 180 Ländern zusammengetragen.
Die Autoren der Studie forderten die Regierungen auf, den relevanten NROs mehr finanzielle Mittel zu gewähren, sie mit Auskünften zu unterstützen und ihnen technologische und materielle Hilfe zu leisten. Sie forderten von den NROs, die sich sowohl in Lobbyarbeit und Kampagnen, als auch in der Forschung engagieren, sicherzustellen, dass die Arbeiten an der Überwachung und Überprüfung vollständig von ihren Aktivitäten in Kampagnen getrennt sind, um Objektivität zu garantieren. In dem gesamten Bericht wird keine Aktivität des WFSA erwähnt.
Das IANSA wird finanziell sehr stark unterstützt, u. a. durch die Regierungen von Großbritannien, Belgien, Schweden und Norwegen, als auch durch die Ford Foundation, Rockefeller Foundation, Compton Foundation, Ploughshares Fund, John D. und Catherine T. MacArthur Foundation, Open Society Institute, Samuel Rubin Foundation und Christian Aid (UK). IANSA ist auch Mitglied der Referenzgruppe für die International Standards on Small Arms Control (ISACS) und Mitglied der Expertengruppe, die die UNO-Büros für Drogen- und Verbrechensbekämpfung (UNODC) über die Umsetzung des UNO-Feuerwaffenprotkolls berät. Auch kooperieren IANSA Mitglieder eng mit UNO-Organisationen, insbesondere mit dem Entwicklungsprogramm der Vereinten Nationen (UNDP) und den regionalen UNO-Abrüstungszentren des UNODA. Das von der IANSA initiierte Arms Trade Treaty wird von der UNODA unterstützt. Die Argumente der Befürworter von stärkeren Kontrollen und Verboten lauten: Viele der legal besessenen Privatwaffen gelangen in illegale Hände und müssen daher strikt kontrolliert werden. Täglich sterben tausend Menschen durch bewaffnete Gewalt. Da insbesondere vollautomatische Waffen, halbautomatische Gewehre und Kurzwaffen bei Schusswaffengewalt benutzt werden, ist es sinnvoll, diese Waffen für den Privatwaffenbesitz zu verbieten.
Auch das Auswärtige Amt unterstützt IANSA und den Small Arms Survey (SAS), der vom Amt wie folgt beschrieben wird: „Der Small Arms Survey ist eine weltweit anerkannte unabhängige Forschungseinrichtung zur Untersuchung und Darstellung von Waffentransaktionen und Maßnahmen zur Bekämpfung des illegalen Handels mit Kleinwaffen. Hierzu werden Regierungsdaten zu illegalem Waffenhandel und aktuelle Daten zum legalen Handel mit Kleinwaffen zusammengetragen und die Effizienz der nationalen und internationalen Maßnahmen zur Kontrolle des illegalen Waffenhandels und der Maßnahmen zur Kennzeichnung und Nachverfolgung von Munition bewertet.“
Der Small Arms Survey wird hauptsächlich vom Genfer Hochschulinstitut für internationale Studien, vom Entwicklungsprogramm der Vereinten Nationen und vom South Eastern Europe Clearing House for the Control of Small Arms and Light Weapons unterstützt.

###### Kritik der Waffenlobby
Laut Franz Császár, ehemals Professor an der Universität Wien und Ehrenmitglied der IWÖ, bringen Antiwaffen-NROs eine große Zahl von Büchern auf den Markt, die von Aktivisten mit Unterstützung durch Mittel aus Stiftungen und durch Regierungsgeld geschrieben werden. Da die Antiwaffen-NROs in ihren Statistiken keine Abgrenzungen zu den legalen, privaten Waffen machen, befürchtet er, dass die Veränderungen im nationalen Waffenrecht hauptsächlich durch die finanziell gut ausgestatteten Antiwaffen-NGOs beeinflusst werden. Demgegenüber seien die finanziellen Mittel der Waffenbefürworter bescheiden.
In Ländern fragiler Staatlichkeit, in denen das Gewaltmonopol des Staates nicht der Sicherheit, sondern der Unterdrückung der Bevölkerung dient, in denen weder eine gerechte Verteilung von Ressourcen, noch ein demokratischer Zugang zur Macht existiert, werden Waffen als Instrument zur Herstellung von Macht, zur Ausübung von Gewalt und zur Selbstverteidigung genutzt. Privater Waffenbesitz kann, wie z. B. bei den Stämmen im Jemen, als Garant für Sicherheit und Ordnung die Landespolitik mitbestimmen. Privater (illegaler) Waffenbesitz kann jedoch auch, wie beim Drogenkrieg in Mexiko, genau das Gegenteil bewirken.
Befürworter der Kleinwaffenkontrolle unterstellen privaten Waffenbesitzern „ein archaisches, rückwärts gewandtes Weltbild und eine unzivilisierte Lebensweise. ( ) Da Waffen zur unmittelbaren Gewalt befähigen, unterlaufen selbst die Besitzer legaler Schusswaffen nach dieser Lesart das Gewaltmonopol, das in einem „zivilisierten, modernen“ Staat in dessen Händen liegen sollte.“ Die Gegner der Kleinwaffenkontrolle argumentieren, dass in demokratischen Ländern, d. h. in Rechtsstaaten, das staatliche Gewaltmonopol nicht in Frage gestellt wird. Die Bürger akzeptieren, dass es keine Selbstjustiz gibt, sondern nur der Staat berechtigt ist, die Rechte und die Freiheit der Staatsbürger zu schützen. In Rechtsstaaten sollte daher der Privatwaffenbesitz nicht generell verboten sein, sondern einerseits an die Zuverlässigkeit des Bürgers und bei deliktrelevanten Waffen auch an das Bedürfnis der Bürger geknüpft werden.
Waffenbefürworter verweisen auf wissenschaftliche Untersuchungen, die belegen, dass in Staaten mit vielen legalen Privatwaffenbesitzern viele Waffen zu weniger Gewalt führen. Eine Volksentwaffnung reduziere nicht die Gewalt, sondern privilegiere die Kriminellen und Terroristen auf Kosten der Unschuldigen, da sich Kriminelle nicht durch Gesetze von Waffenbesitz und -Anwendung abhalten lassen. Auch verweisen sie auf die Kriminalitätsfurcht der Bevölkerung. Neben den Medieneinflüssen sind besonders schwerwiegende Straftaten für den einzelnen Bürger bedeutsamer, da er sich an die Informationen besser erinnert und diese auch in alltäglichen Interaktionen häufig thematisiert werden. Die Mehrheit der Bürger nimmt selbst dann Zunahmen der Kriminalität an, wenn Hell- und Dunkelfeldbefunde zeigen, dass es zu Rückgängen gekommen ist. Dieses Phänomen findet sich auch in anderen westlichen Ländern. Da die Argumente der Waffenbefürworter keinen Widerhall in der veröffentlichten Meinung finden, nutzen sie immer stärker die Gegenöffentlichkeit.

##### Einfluss durch medienwirksame Zwischenfälle mit Waffengewalt
Medienwirksame Zwischenfälle mit Waffengewalt haben häufig Einfluss auf nationale Waffengesetze. Dies ist am deutlichsten in den Ländern zu beobachten, in denen Waffengewalt sehr selten auftritt, in denen Amokläufe große Gefühle der Ohnmacht auslösen und so den Fokus auf härtere Kontrollen lenken. In den vergangenen 20 Jahren haben Amokläufe Änderungen am Privatwaffenbesitz in mindestens sieben der vom Small Arms Survey untersuchten Länder ausgelöst. Während sechs Länder sich für Waffenrechtsverschärfungen entschieden, haben einige amerikanische Staaten ihr Waffenrecht liberalisiert und die waffenfreien Zonen („Gun-Free-Zones“) in Schulen und Universitäten abgeschafft.
- Australien: Nach dem Amoklauf in Port Arthur kam es zu dem „Nationwide Agreement on Firearms“ mit den folgenden Inhalten:

a) halbautomatische Gewehre und Schrotflinten, sowie Pumpguns wurden verboten, außer für spezielle Zwecke;
b) um Waffen zu besitzen oder zu gebrauchen, muss ein Bedürfnis vorliegen, sowie spezielle Gründe für bestimmte Waffentypen;
c) ein Mindestalter von 18 Jahren wurde eingeführt, der Nachweis einer Sachkunde und eine 28-tägige Wartezeit beim Kauf;
d) Registrierung aller Schusswaffen und Anforderungen an die sichere Aufbewahrung,
- Deutschland: Die Amokläufe in Erfurt (2002), Emsdetten (2006) und Winnenden (2009) veranlassten die Regierung bestimmte Waffen zu verbieten, die Altersgrenzen für das Training und den Besitz zu erhöhen, die Anforderungen für die Erwerbs-Lizenz zu erhöhen, das Bedürfnis zu beschränken, die Anforderung für die Zuverlässigkeit zu erhöhen, entschädigungslose Enteignungen und anlasslose Hauskontrollen für behördlich registrierte Waffenbesitzer einzuführen. Artikel 13 und 14 des Grundgesetzes wurde für diesen Personenkreis eingeschränkt.

- Finnland: Zwei Schulmassaker in Jokela (2007) und Kauhajoki (2008) führten zum Mindestalter von 20 Jahren für Kurzwaffen. 2010 soll eine Regelung eingeführt werden, in der jeder Antragsteller zunächst einen Eignungstest und anschließend eine Eignungsprüfung bestehen muss. Zudem möchte die Polizei mehr Informationen der Antragsteller bzgl. deren Gesundheit, Drogen-Gewohnheiten und gewalttätigem Verhaltens erhalten und die Akten aus ihrem Militärdienst einsehen.[88]
- Kanada: Vor 1989 wurden lediglich die eingeschränkt erhältlichen Kurzwaffen und Maschinenpistolen registriert.[89] Nach dem Amoklauf in Montréal beschloss die Regierung 1995 die Einführung eines Waffenregisters auch für Langwaffen. Das Register wurde 2012 wieder abgeschafft.[90]
- Neuseeland: Das Aramoana Massaker von 1990 löste folgende Änderungen im Waffenrecht aus:

a) Einführung einer neuen Waffenkategorie MSSA (military-style-semi-automatic = halbautomatisches Gewehr mit militärischem Äußeren) mit hohen Beschränkungen;
b) die vorher lebenslang vergebenen Lizenzen müssen nach 10 Jahren erneut geprüft werden;
c) Beschränkungen im Versandhandel von Feuerwaffen und Munition;
d) Verbot, Waffen ohne Aufsicht in Kraftfahrzeugen zu hinterlassen.
- Vereinigte Staaten von Amerika: Kein Land hat so viele Amokläufe erleiden müssen wie die USA und kein anderes Land hat so unterschiedlich darauf reagiert. Oft wurde der Strafrahmen für Waffenmissbrauch erhöht, sowie erhöhte Anforderungen an die Verwahrung gestellt, damit Kinder und Jugendliche keinen Zugriff auf Waffen im Haus bekommen können. Viele Staaten haben Strafen für Eltern eingeführt, wenn Kinder Zugriff auf geladene Schusswaffen erhalten. Andere Staaten, wie z. B. Arkansas, haben die Alter für die Straffähigkeit heruntergesetzt.[92] Einige Staaten (Utah, Colorado und West Virginia) hoben den Waffenbann an Schulen und Universitäten auf. Texas will 2011 folgen.[93] Lehrer und Schüler, die eine Lizenz zum verdeckten Tragen (Concealed carry – CCW) von Waffen besitzen, dürfen dies dann auf dem Schulgelände tun.[94] Nach dem Massaker an der Virginia Tech im Jahr 2007 empfahl das FBI eine Datenbank für alle relevanten mentalen Informationen einzurichten.
- Vereinigtes Königreich: Nach dem Amoklauf 1987 in Hungerford wurde der Firearms (Amendment) Act 1988 eingeführt, der die meisten halbautomatischen Gewehre und Schrotflinten, wie auch Selbstlade-Gewehre und Pumpguns verbot. Nach dem Massaker in Dunblane 1996 wurden sämtliche Kurzwaffen (außer Druckluft-, Starter- und Antikpistolen) verboten.[95] Nach dem Amoklauf in Cumbria 2010 wurde eine Kommission eingesetzt, ob weitere Beschränkungen folgen sollen.[96]

### Schusswaffenkontrolle

#### Verbote und Beschränkungen

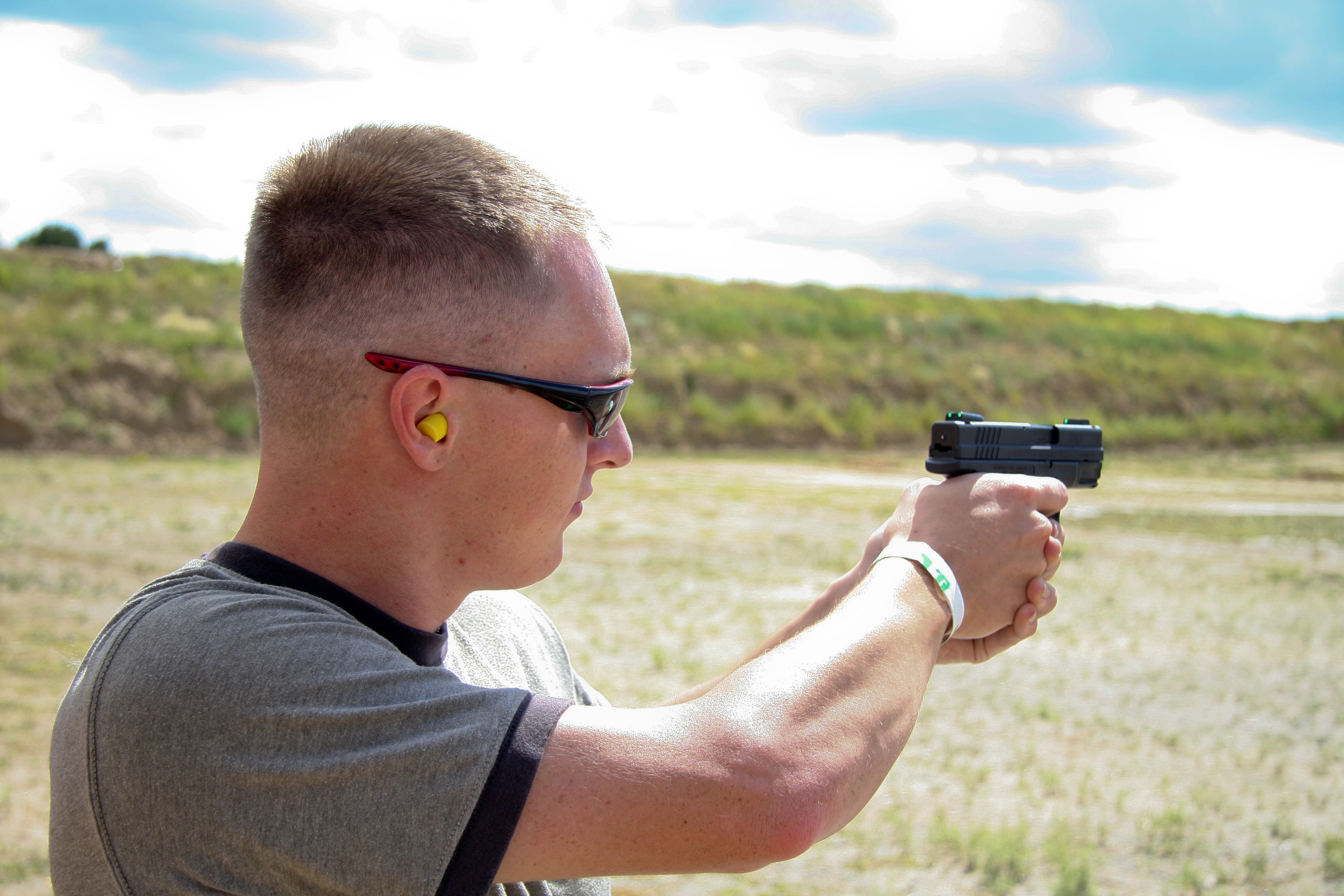
Schütze mit halbautomatischer Kurzwaffe

Es gibt keine international vereinbarte Abgrenzung zwischen militärischen und zivilen Schusswaffen. Dennoch halten die meisten vom Small Arms Survey untersuchten Länder bestimmte Waffen für unangebracht für den zivilen Gebrauch und verbieten den Zugang zu diesen oder schränken ihn stark ein. Verbote und Beschränkungen können sich jedoch auch auf Waffentypen erstrecken, die überproportional an Gewaltdelikten beteiligt sind oder die die Staaten als ungeeignet für den erlaubten zivilen Gebrauch ansehen.
Die meisten der überprüften Länder verbieten (mit Ausnahme von Jemen) den Besitz
vollautomatischer Schusswaffen und beschränken den Besitz von halbautomatischen Schusswaffen sowie von Kurzwaffen.
Die Beschränkungen für Kurzwaffen variieren. Entweder sind bestimmte Waffentypen verboten oder nur für bestimmten Gebrauch erlaubt oder beides. Zum Beispiel verbietet Litauen den Besitz von Kurzwaffen mit einem Kaliber über 9 mm zum Zweck der Selbstverteidigung, während in Südafrika Kurzwaffen generell nur für die Zwecke Jagd, Schießsport und Selbstverteidigung erlaubt sind.
Brasilien hat zwei Klassifizierungen: „Waffen mit beschränktem Einsatz“ und „frei verwendbare Waffen“. Die Verwendung und Besitz von automatischen Waffen und bestimmter Handfeuerwaffen sind für die Streitkräfte, die Strafverfolgungsbehörden, und in bestimmten eingeschränkten Fällen, für Sportschützen, Jäger und Sammler erlaubt. Diese Waffen können nicht im Waffenhandel, sondern nur direkt beim Hersteller mit einer staatlichen Sondergenehmigung durch die brasilianische Armee gekauft werden. Andere Handfeuerwaffen können direkt an Zivilisten verkauft werden. Auch in der Dominikanischen Republik gelten bestimmte Schusswaffen als Kriegswaffen und dürfen nur von staatlichen Kräften verwendet werden. Hierzu zählen Pistolen im Kaliber .45, Gewehre, Maschinengewehre, Karabiner, Artillerie und andere schwere Waffen.

#### Registrierung
Eine Registrierung umfasst Aufzeichnungen über bestimmte Informationen von Schusswaffen, in einigen Ländern auch über deren Besitzer in einem amtlichen Verzeichnis. Die meisten untersuchten Länder haben ein Waffenregister, wenn auch die Art des Systems und die verzeichneten Informationen sehr unterschiedlich sind. Während einige Länder ein amtliches zentrales oder mehrere dezentrale Register führen, werden in anderen Ländern die Schusswaffen lediglich auf den Lizenzen der Waffenbesitzer erfasst.
Einige Staaten, wie z. B. Australien, Brasilien, Deutschland, Estland, Kanada, Südafrika und die Schweiz, erfordern umfassende Aufzeichnungen über alle Informationen in Bezug auf die registrierten Schusswaffen. Dazu gehören auch sämtliche Informationen über den Lizenzinhaber: sämtliche Waffen, die dieser besitzt; welche Lizenzanträge er gestellt hat, sowie welche davon abgelehnt oder befürwortet wurden; sämtliche Anschaffungen und Abgaben, die der Lizenzinhaber getätigt hat. Andere Staaten, wie z. B. Österreich, zeichnen für bestimmte Waffentypen nur begrenzte Informationen auf.
Der Hauptzweck der Registrierung liegt in der Rückverfolgung:
- bei Waffen, mit denen Missbrauch betrieben wurde, kann das Register helfen, den letzten bekannten rechtmäßigen Eigentümer zu ermitteln
- aufgefundene, vormals gestohlene Waffen können dem Besitzer zurückgegeben werden
- wird der Lizenzinhaber straffällig, erleichtert das Register die Beschlagnahme seiner Waffen
- Übertragungen von Waffen können hinsichtlich ihrer Legalität überprüft werden

Befürworter der Registrierung sehen darin eine bessere Handhabe, geltendes Waffenrecht umzusetzen, bei illegal besessenen Waffen deren Quellen der Herkunft zu ermitteln und die Verfügbarkeit von Waffen für Kriminelle zu verringern.
Kritiker der Registrierung verweisen auf die finanziellen Kosten für die Aufrechterhaltung des Registers und auf die Belastung für Besitzer von nicht eingeschränkten Waffen (hauptsächlich Jäger und Sportschützen).:Kapitel 9, S. 13–14
So wurde zum Beispiel in Kanada 1995 neben der bereits bestehenden Registrierung der Kurzwaffen, automatischen und halbautomatischen Waffen ein Waffenregister für die restlichen Langwaffen per Gesetz eingeführt. Die Schätzungen gingen von 2,4 Millionen Besitzern mit 7,9 Millionen Langwaffen aus. Die Kosten waren zunächst mit 119 Millionen Dollar angesetzt worden, denen voraussichtliche Einnahmen von 117 Millionen Dollar gegenüberstanden. Die Kostenschätzung wurde jedoch im Jahr 2002 auf 1 Milliarde Dollar erhöht. Kanadas Polizei bestritt, dass das System zu teuer ist, und sprach sich auf ihrer Jahreskonferenz in Edmonton 2010 einstimmig für die Beibehaltung der Langwaffen-Registrierung aus, um die öffentliche Sicherheit zu erhöhen.
2012 wurde das Register wieder abgeschafft. Die Provinz Quebec wollte die Daten weiterbenutzen, was von der Regierung abgelehnt wurde, weil „ein solches Register sei zu teuer und verhindere zudem keine Schusswaffenkriminalität.“ Zudem kritisierten Datenschützer, dass die Polizei bis zu 22.000 mal am Tag Daten abfragte.
Neuseeland beschritt mit seinem Waffengesetz 1983 einen anderen Weg. Statt alle Feuerwaffen zu registrieren, wurden die Lizenzinhaber sorgfältiger registriert, sowie bestimmte Arten von Feuerwaffen. Vor 1983 hatte das Land ein dezentrales System für die Waffenanmeldung beim Erwerb (inklusiver aller Schrotflinten, Gewehre, Pistolen und eingeschränkte Waffen). Eine Evaluation, die den Arbeitsaufwand einschätzte, das vormals bestehende System, dass vor der Einführung von Computern auf Karteikarten basierte, an heutige Anforderungen anzupassen, und ein interner Polizeibericht kam zu dem Ergebnis, dass die Aufrechterhaltung einer genauen Registrierung, die wirklich den polizeilichen Ermittlungen helfen würde, eine enorme und kostspielige Aufgabe wäre, die hauptsächlich von der Bereitschaft der Inhaber abhing, aktuelle Informationen bereitzustellen. Letztendlich wurde festgestellt, dass das erforderliche Geld in der Kriminalprävention an anderen Stellen besser eingesetzt werden könnte. Daher wurde auf die Registrierung von Langwaffen im Gesetz 1983 verzichtet. Die Empfehlungen zur Wiederaufnahme der Langwaffen-Registration 1997 mit Unterstützung der Polizei wurden abschlägig beschieden.
Die Vereinigten Staaten haben kein nationales Register von Schusswaffen oder deren Besitzer, obwohl der National Firearms Act erfordert, dass Maschinengewehre, kurzläufige Schrotflinten und Gewehre, sowie Schalldämpfer registriert werden müssen. Das Bundesgesetz schließt sogar ausdrücklich aus, dass die Daten des „National Instant Criminal Background Check Systems“ für jegliche Registrierung verwendet werden dürfen, indem es die Zerstörung dieser Daten bei legalen Übertragungen einfordert. Trotzdem haben einige Staaten für alle Arten von Schusswaffen ein Register erstellt.
New Jersey verlangt, dass Angriffswaffen bei der Polizei registriert werden. Dieser US-Bundesstaat fordert auch, dass Händler und andere Verkäufer Handfeuerwaffen und deren Käufer registrieren (einschließlich einer Beschreibung des Käufers und der Waffe) sowie bei Verkäufen von Schrotflinten und Gewehren die Angaben des Käufers archiviert werden müssen (Name, Adresse, Identifikationsnummer).
Florida verbietet ausdrücklich die Führung eines Registers der legalen Schusswaffen und Waffenbesitzern, indem es behauptet, dass eine solche Liste „kein legales Instrument der Strafverfolgung sei, sondern ein Instrument für das Profiling, die Belästigung und den Missbrauch von rechtstreuen Bürger“ führe und diese Liste, sofern sie in die „falschen Hände“ fiele, sich als Einkaufsliste für Diebe eigne. In der Tat enthält das Gesetz eine Schadensersatzpflicht für Waffenbesitzer, deren Namen registriert wurden. Dennoch lässt die Regelung zu, dass Informationen von Schusswaffen erfasst werden dürfen, die bei Verbrechen verwendet wurden, sowie von Personen besessen werden, die in Verbrechen verwickelt sind. Zudem erlaubt es, sämtliche gestohlene Schusswaffen zu erfassen, wenn auch nur für eine begrenzte Zeit.:Kapitel 9, S. 14

### Erwerbskontrolle
Die meisten Staaten erlegen den privaten Waffenbesitzern Beschränkungen auf, in dem sie den Waffenbesitz von einer Lizenzvergabe abhängig machen. Dazu gehören die Überprüfung der Zuverlässigkeit des Antragstellers, die Prüfung, ob der Antragsteller ein Bedürfnis (berechtigten Grund) für den Waffenbesitz hat, die Überprüfung der Herkunft der erworbenen Waffe. Auch nachdem die Waffen in Privatbesitz gelangt sind, überprüfen viele Länder, ob die Zuverlässigkeit und das Bedürfnis weiterhin bestehen, sowie die sichere Aufbewahrung.

#### Zuverlässigkeit
Mithilfe von Kriterien, die die Eignung des Antragstellers überprüfen, soll das Risiko vermindert werden, dass der künftige Waffenbesitzer Missbrauch betreibt. Manche Staaten verlangen auch, dass der Antragsteller vorab geschult wurde, um die Wahrscheinlichkeiten für Unfälle zu reduzieren.

##### Altersbeschränkungen
Die meisten Länder verbieten entweder den Erwerb und Besitz von Schusswaffen für junge Menschen und Minderjährige oder sie beschränken die Waffentypen oder deren Gebrauch.
In den meisten Ländern ist der Besitz von Waffen für Zivilisten unter 18 Jahren verboten, da diese Altersgrenze auch in vielen Ländern die Volljährigkeit bestimmt. Höhere Altersgrenzen gibt es in Ägypten, Estland, Indien, Kroatien, Litauen, Südafrika und der Türkei, die erst ab 21 Jahre den Waffenbesitz erlauben. In Brasilien und Uganda liegt die Grenze bei 25 Jahren und in Israel sogar bei 27 Jahre, sofern der Antragsteller keinen Wehrdienst abgeleistet hat. Niedrigere Altersgrenzen gibt es in Neuseeland und Belize, die Waffenbesitz bereits ab 16 Jahre ermöglichen und Kenia, wo bereits 14-jährige Waffen besitzen dürfen.
Das Bundesgesetz der Vereinigten Staaten verlangt für Handfeuerwaffen eine Altersgrenze von 18 Jahren, während es für Langwaffen kein Alterslimit vorschreibt. Trotzdem fordern eine ganze Reihe von US-Bundesstaaten für Langwaffen eine Altersgrenze von 18 Jahren, manchmal 16 oder 21 Jahre, und für Handfeuerwaffen ein Mindestalter von 21 Jahren.:Kapitel 9, S. 15–16

##### Geistige und körperliche Gesundheit
In mehreren Ländern ist der Waffenbesitz für Menschen mit starken psychischen Störungen verboten. Während in einigen Ländern die Behörden sich lediglich vergewissern müssen, dass der Antragsteller nicht psychisch krank ist, müssen in anderen Ländern, die Antragsteller selbst nachweisen, dass sie an keiner psychischen Störung leiden und ihre psychische Gesundheit einen verantwortungsvollen Umgang mit Schusswaffen erwarten lässt.
So können in Australien (Region ACT und Queensland), der Dominikanischen Republik, Kasachstan, Kroatien, der Russischen Föderation, Südafrika und Türkei die Behörden ein medizinisches Gutachten anfordern. Die kanadischen Behörden können nachforschen, ob der Antragsteller wegen einer psychischen Erkrankung behandelt wurde. In Großbritannien werden die Antragsteller verpflichtet, auf ihrem Antrag anzugeben, ob sie jemals wegen Depression oder andere psychischen oder nervösen Störungen behandelt wurden. Sie müssen auch ihre Zustimmung geben, dass die Genehmigungsbehörde Kontakt mit den behandelnden Ärzten aufnimmt.
In Australien und in Großbritannien sind Ärzte verpflichtet, den Behörden ihre Bedenken zu melden, sobald sie glauben, ihr Patient könne sich oder die öffentliche Sicherheit durch seinen Waffenbesitz gefährden. Die ärztliche Schweigepflicht wird dadurch gesetzlich aufgehoben. Finnland erwägt, ähnliche Gesetze einzuführen.
Einige Länder überprüfen auch die körperliche Eignung des Antragstellers. Ägypten, Litauen, Schweiz, Türkei, die australischen Regionen Queensland, South Australia, Tasmanien und Western Australia sowie der US-Bundesstaat New Jersey fordern eine ärztliche Bescheinigung. In Singapur werden Lizenzinhaber ab einem bestimmten Altern nochmals auf ihre körperliche Eignung überprüft: Sportschützen ab 60 Jahre und Inhaber einer Selbstschutz-Lizenz ab 50 Jahre. Bestimmte Krankheiten sind in einigen Ländern ebenfalls ein Hinderungsgrund für eine Lizenz. Epileptiker erhalten in der Dominikanischen Republik keine Lizenz zum Führen einer Waffe. In New Jersey werden bei der Erwerbs-Lizenz für eine Handfeuerwaffe sämtliche körperlichen Defekte und mögliche Krankheiten überprüft, die den sicheren Umgang mit der Waffe gefährden können.:Kapitel 9, S. 16–17

##### Drogen- und Rauschmittelabhängigkeit
In einigen Ländern werden Erwerbs- oder Besitzerlaubnisse verweigert, wenn der Antragsteller nachweislich abhängig von Alkohol oder anderen Drogen ist, wie z. B. in Jemen, Kroatien, Südafrika, Türkei und den Vereinigten Staaten. In anderen Ländern führt dies nicht zur Verweigerung, fließt aber in die Begutachtung der Zuverlässigkeit, wie in der Dominikanischen Republik, Großbritannien und Neuseeland.
In den meisten Ländern ist es strafbar, Schusswaffen an Personen zu verkaufen, die zum Zeitpunkt der Übergabe berauscht oder betrunken sind. In den folgenden Ländern ist jedoch der Umgang mit Schusswaffen unter Einfluss von Rauschmitteln strafbar, unabhängig davon, ob dadurch Schaden entstanden ist oder nicht: Belize, Litauen, Kenia, Neuseeland, Papua-Neuguinea und Uganda, sowie in den australischen Provinzen Victoria und South Australia. In Estland kann die Besitzerlaubnis für ein Jahr eingezogen werden, wenn der Lizenznehmer unter Einfluss von Alkohol oder anderen Drogen ein Auto, Zug oder Flugzeug bewegt.:Kapitel 9, S. 17

##### Vorstrafen
Die meisten Länder berücksichtigen die Vorstrafen eines Antragstellers beim Lizenzverfahren. Selbst in Ländern, in denen zum Kauf keine Lizenz nötig ist, ist es verboten, Schusswaffen an Personen mit Vorstrafen zu verkaufen, wie in den Vereinigten Staaten.
Die Regelungen variieren. Einige Staaten verweigern jede Lizenz für ehemalige Gefängnisinsassen, ohne Rücksicht auf den Zeitraum oder die Art des Verbrechens. Andere berücksichtigen einen Zeitrahmen. So betrachtet Kanada nur die Vorstrafen der letzten fünf Jahre vor Antragstellung. Einige Staaten berücksichtigen das Verbrechen selbst. So sind Straftaten im Umgang mit den Schusswaffen, Drogendelikte und Kapitalverbrechen oft ein Verweigerungsgrund. Einige Länder kombinieren die Faktoren. Zum Beispiel verweigert Jemen eine Lizenz für jeden, der eines „schweres Verbrechen“ verurteilt wurde, wer eine siebenmonatige Strafe für ein Verbrechen erhielt, die Körperverletzung, Geld oder Ehre betraf, wer innerhalb eines Jahres zweimal wegen dieser Verbrechen verurteilt wurde oder ein Verbrechen unter Verwendung einer Schusswaffe begangen hatte.
In vielen Ländern achten die Genehmigungsbehörden besonders darauf, ob der Antragsteller ein gewalttätiges Verbrechen begangen hat, insbesondere solche, bei denen sexuelle Gewalt, häusliche Gewalt, Gewalt in der Familie, oder zwischenmenschliche Gewalt angewendet wurde. Dies ist der Fall in der australischen Provinz Victoria, Kenia, Neuseeland, Südafrika und der Schweiz. In Neuseeland darf eine Lizenz verweigert werden, wenn der Antragsteller ein Kontaktverbot erhalten hat. Auch in den Vereinigten Staaten verbietet Bundesgesetz den Erwerb und Besitz von Schusswaffen und Munition für Personen, die sich eines Vergehens mit häuslicher Gewalt schuldig gemacht haben oder ein Kontaktverbot erhalten haben. Einige US-Staaten können sämtliche Schusswaffen des Gewalttäters einziehen. In Südafrika wird überprüft, ob der Antragsteller ein gewalttätiges Verhalten aufweist, ob gegen ihn in den letzten fünf eine Klage wegen Bedrohung oder angewendeter Gewalt eingegangen ist und ob er sich in den vergangenen zwei Jahren von einem Partner getrennt hat, der ihm Gewalt vorgeworfen hat.:Kapitel 9, S. 17–18

##### Sicherheit
Private Sicherheit: In Kanada werden die Antragsteller aufgefordert, ihre aktuellen und ehemaligen ehelichen Partner anzugeben. Diese müssen den Antrag mit unterschreiben. Ansonsten hat die Polizei die Pflicht, diese Partner von der Antragstellung zu unterrichten. In Neuseeland kontaktiert die Polizei den Ehepartner, Partner oder nächsten Angehörigen des Antragstellers, um dessen Zuverlässigkeit zu überprüfen.
Öffentliche Sicherheit: In vielen Ländern sollen die Genehmigungsbehörden entscheiden, ob der Antragsteller Schusswaffen besitzen kann, ohne dass dadurch die öffentliche Sicherheit gefährdet wird. Die Kriterien dafür sind so vage, dass sie einen erheblichen Ermessensspielraum für die Behörde bieten.:Kapitel 9, S. 18

##### Sachkunde
Viele Länder fordern vom künftigen Waffenbesitzer vor der Antragstellung ein Schusswaffen-Training oder eine Sachkundeprüfung abzulegen. Die Art der Ausbildung oder Prüfung variiert, aber das allgemeine Ziel ist die Beurteilung der praktischen und theoretischen Kenntnisse des Antragstellers. Dieser soll im Umgang mit Waffen die sichere Handhabung beherrschen und sich mit den Anforderungen bezüglich der sicheren Verwahrung, sowie den Gesetzen für den Erwerb, den Gebrauch und die Grenzen der Notwehr auskennen.
In Brasilien müssen die Bewerber sowohl die technischen Fähigkeiten als auch die psychologische Eignung durch zertifizierte Ausbilder und Psychologen vorweisen. In Estland muss der Bewerber eine Prüfung ablegen, die das Waffenrecht umfasst, Erste-Hilfe bei Schussverletzungen und einen praktischen Teil in der Handhabung. In Neuseeland müssen alle Lizenznehmer eine Ausbildung mitmachen und einen Theorie-Test zum sicheren Umgang mit Schusswaffen bestehen.
In manchen Fällen ist die Ausbildung und die Prüfung davon abhängig, welche Waffe oder für welchen Zweck man eine Waffe beantragt.
In den Vereinigten Staaten gibt es kein Bundesgesetz für Tests oder Prüfungen. Trotzdem fordern Kalifornien und Massachusetts ein Training für Kurzwaffen. Viele US-Staaten haben Sachkundetests eingeführt für die Lizenz zum verdeckten Tragen (CCW). In Texas beinhaltet der Test u. a. die gewaltfreie Konfliktlösung und die Anforderungen an die Aufbewahrung, um versehentliche Verletzungen eines Kindes zu verhindern. In Deutschland benötigt man für die Erlaubnis einer Jagdwaffe die bestandene Jägerprüfung mit Eintrag in die Waffenbesitzkarte, und für sportliche Waffen muss der Bewerber eine Bescheinigung über die aktive Mitgliedschaft in einem Schützenverein vorweisen. Vergleichbar in Kroatien. In Litauen müssen Bewerber, die Waffen zur Selbstverteidigung beantragen, einen Sachkundetest bestehen. In Singapur wird bei Anträgen zur Selbstverteidigung zusätzlich auch die Schießfertigkeit des Bewerbers geprüft.:Kapitel 9, S. 18–19

##### Andere Kriterien
Zusätzlich zu den oben beschriebenen gemeinsamen Kriterien berücksichtigen einige Staaten noch andere Faktoren, um zu bestimmen, ob ein Antragsteller zuverlässig für den privaten Waffenbesitz ist.
- Lifestyle: Lebensstil oder häuslichen Umständen (nicht spezifiziert) werden in Estland und den australischen Bundesstaaten ACT, New South Wales und Northern Territory beurteilt.
- Vertraute: Ruf, Ehrlichkeit und Integrität der engsten Vertrauten eines Antragstellers werden in South Australia kontrolliert, in Neuseeland wird geprüft, ob die engsten Vertrauten vertrauenswürdig sind und in Japan darf der Lebenspartner keine Vorstrafen haben.
- Verlust der bisherigen Waffe: Belize und Litauen prüfen, ob der Antragsteller bereits eine Schusswaffe verloren hatte oder ihm eine Schusswaffe durch Nachlässigkeit gestohlen wurde.
- Wehrdienst: Estland prüft, ob der Antragsteller den Wehrdienst verweigert hat. Die Vereinigten Staaten prüfen, ob er unehrenhaft entlassen wurde.
- Beruflicher Werdegang: Südafrika prüft, ob dem Bewerber in den vergangenen zwei Jahren gekündigt wurde.
- Ausstehende Vollziehung: Die Vereinigten Staaten prüfen, ob der Antragsteller auf der Flucht vor der Justiz ist. Im US-Bundesstaat Massachusetts werden landesweite Haftbefehle geprüft, bevor eine Lizenz zum verdeckten Tragen erteilt wird. In Texas wird bei dieser Lizenz zudem geprüft, ob der Antragsteller seinen Verpflichtungen bei Unterhaltszahlungen und Steuern nachgekommen ist.[98]:Kapitel 9, S. 19–20

#### Lizenzen
In Deutschland gibt es ein Drei-Stufen-System der Lizenzierung. Es wird in Erwerb, Besitz und Führen unterschieden. Viele Länder einschließlich Estland, Finnland, Kasachstan, Kroatien, Litauen, Papua-Neuguinea, Russische Föderation, Singapur, Schweiz und Türkei haben eine Erwerbs-Lizenz und eine Besitz-Lizenz. In den meisten Ländern, die so verfahren, ist die Erwerbs-Lizenz zeitlich auf Tage oder Monate beschränkt und die Besitz-Lizenz oft nur eine begrenzte Zeit gültig.
In Kroatien zum Beispiel muss der Antragsteller zunächst eine Erwerbs-Lizenz beantragen, bei der seine Zuverlässigkeit geprüft wird. Mit dieser Lizenz darf er eine Schusswaffe kaufen, die er innerhalb von acht Tagen bei der Behörde anmelden muss. Die Behörde prüft den Ursprung und die Seriennummer (Kennzeichnung). Erst dann erhält der Antragsteller seine Besitz-Lizenz für die angemeldete Waffe.
In anderen Ländern wird ein umgekehrtes System angewendet. Der Antragsteller benötigt zunächst eine Schusswaffen-Lizenz, in der sein Bedürfnis für eine bestimmte Waffenkategorie geprüft wurde. Dann erst kann er einen Antrag auf eine Erwerbs-Lizenz stellen. Er darf nur die Waffen beantragen, die in seine genehmigte Kategorie fallen.
So wird im australischen Bundesstaat New South Wales verfahren. In Kanada muss der Antragsteller zunächst eine persönliche Lizenz (Possession and Acquisition Licence; PAL) erwerben, die ihm zum Kauf, Besitz und Munitionskauf berechtigt. Kanada unterscheidet zwischen PAL und RPAL für restricted (eingeschränkte) Waffen, wie z. B. Kurzwaffen. Beim Kauf registriert der Waffenhändler den neuen Besitzer. Beim privaten Ankauf muss man selber die Waffe bei der Behörde registrieren lassen.
In anderen Ländern gibt es einzelne Lizenzen, die pro Schusswaffe ausgestellt werden und keine Erwerbs-Lizenz benötigen, wie in Belize und Großbritannien. Diese Lizenz kann abhängig von der Waffenkategorie unterschiedlich sein. So gibt es in Großbritannien eine Lizenz für Schrotflinten (shotgun certificate) und eine für andere Schusswaffen (firearm certificate), die mit unterschiedlichen Verfahren und Kriterien verbunden sind.
In Neuseeland benötigt der künftige Waffenbesitzer zunächst eine Feuerwaffen-Lizenz, die alle nicht-eingeschränkten Waffen umfasst. Für Kurzwaffen (Kategorie B) und Anscheinswaffen (Kategorie E) wird diese Lizenz mit einer Ergänzung erweitert, sofern die damit verbundenen Auflagen erfüllt sind. So ist z. B. die Lizenz für Kurzwaffen von der Mitgliedschaft in einem Schützenverein abhängig.
In den Vereinigten Staaten verlangt das Bundesrecht keine Lizenzen, obwohl einige US-Staaten Lizenzen für eingeschränkte Waffen und für das verdeckte Führen verlangen. Laut Bundesrecht sind lizenzierte Waffenhändler verpflichtet, sich vor dem Verkauf beim National Instant Criminal Background Check System (NICS) zu erkundigen, ob der Verkauf an den betreffenden Kunden erlaubt ist. Das NICS ist eine vom FBI bereitgestellte Datenbank. Bei privaten Verkäufen zwischen Zivilisten, sowie auf Verkaufsausstellungen schreibt das Bundesrecht keine Abfrage vor, doch verlangen dies einige US-Staaten.
In Jemen, wo der Waffenbesitz ein Grundrecht ist, gibt es keine Besitz-Lizenz. Nur für das Führen ist eine Lizenz erforderlich.
In einigen Ländern wie Litauen und Kanada, muss die Verweigerung einer Lizenz begründet werden. Andere Länder, wie Uganda, geben der Behörde völlig freie Hand, wenn sie eine Lizenz nicht erteilen wollen.:Kapitel 9, S. 19–20

##### Erwerbs-Lizenz
Mit dieser Genehmigung darf der Inhaber eine Schusswaffe kaufen oder erwerben. Oft ist die Lizenz auf eine bestimmte Waffe, Waffenkategorie und/oder Kaliber eingeschränkt. In der Regel gilt sie für einen kurzen Zeitraum von einem bis zwölf Monate.

##### Besitz-Lizenz
Diese Erlaubnis berechtigt den Lizenznehmer oder Inhaber der Genehmigung, Waffen zu besitzen. In einigen Ländern sind die Besitz-Lizenzen bis zum Lebensende des Inhabers gültig. In den meisten Ländern werden sie jedoch nur für einen begrenzten Zeitraum (oft fünf Jahre) gewährt. Vor Ablauf muss der Lizenzinhaber eine Verlängerung beantragen. Oft hat dies zur Folge, dass der Lizenzinhaber das gleiche Verfahren durchlaufen muss, das für die erste Erteilung nötig war. Oft ist in dieser Lizenz auch die Kaufberechtigung für die zur Waffe passende Munition enthalten.

##### Sammel-Lizenz
Diese Erlaubnis berechtigt den Lizenznehmer Schusswaffen, die zu seinem Sammelgebiet gehören, zu kaufen und zu besitzen. Oft ist die Berechtigung zum Kauf der passenden Munition ausgeschlossen.

##### Lizenz zum Führen

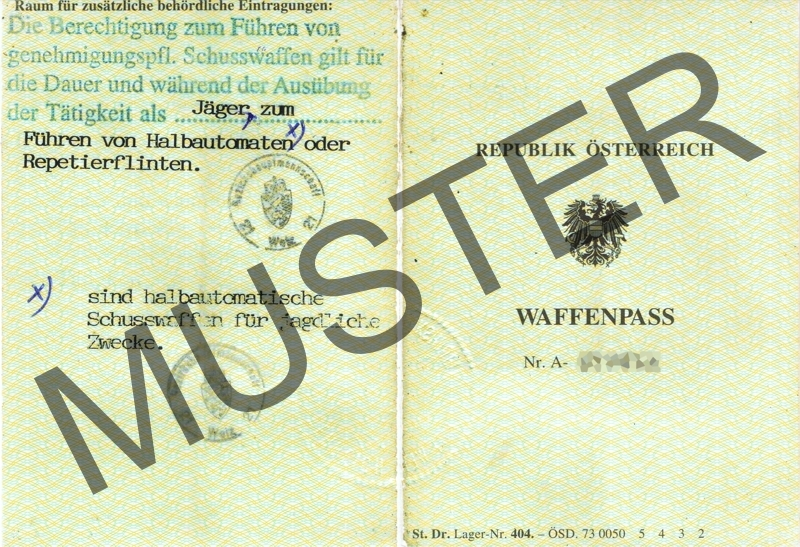
Waffenpass (Österreich) – Außenseite

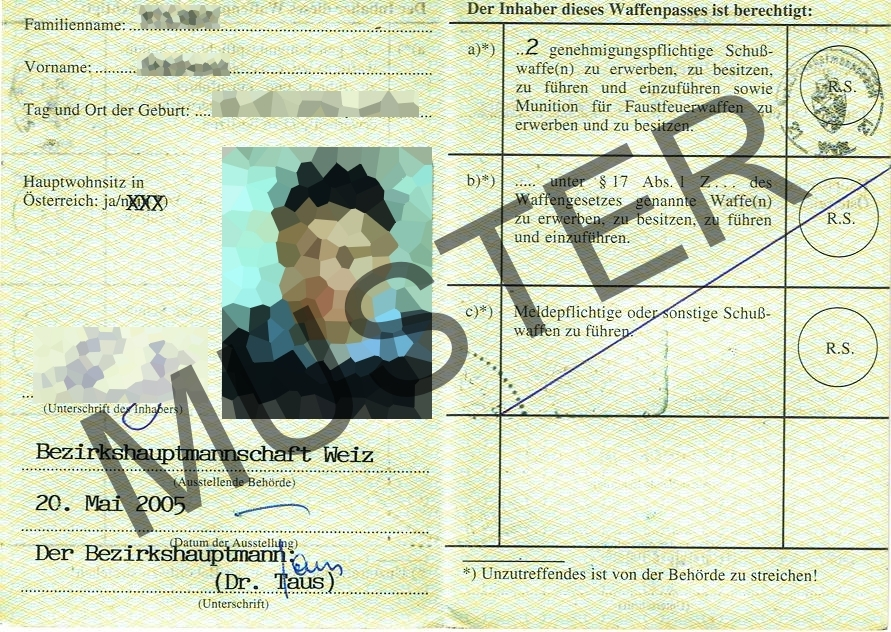
Waffenpass (Österreich) – Innenseite

Diese Genehmigung berechtigt den Inhaber einer Feuerwaffe, diese außerhalb seiner Wohnung zu tragen (Führen). In einigen Ländern enthält die Besitzlizenz bereits die Erlaubnis zum Führen. In Österreich berechtigt der Waffenpass gleichzeitig zum Besitz und zum Führen, wogegen die Waffenbesitzkarte nur zum Besitz und zum Transport der ungeladenen Waffe berechtigt. In anderen Ländern werden spezielle Lizenzen erteilt, wie der Waffenschein in Deutschland. In den meisten Ländern, in denen das verdeckte Tragen von Waffen (concealed carry permit) gesetzlich erlaubt ist, ist diese Erlaubnis von einer Lizenz abhängig.

##### Einschränkung der Mengen
In einigen Ländern gibt es Einschränkungen für die Anzahl der Waffen, die eine Person auf einmal kaufen darf oder insgesamt besitzen darf. Auch gibt es Einschränkungen für den Kauf von Munition und deren Vorräte.
Im US-Bundesstaat Kalifornien kann zum Beispiel eine einzelne Person innerhalb von 30 Tagen nur eine Kurzwaffe kaufen. In Deutschland dürfen Sportschützen seit 2008 nur zwei Waffen innerhalb von sechs Monaten erwerben. Deutsche Jäger haben ein Regelbedürfnis zur Jagdausübung für standardmäßig zwei Kurzwaffen. Der Erwerb von darüber hinausgehenden Kurzwaffen erfordert ein gesondertes Bedürfnis.
In vielen Ländern ist der Munitionskauf nur in dem Kaliber gestattet, in dem der Lizenzinhaber auch eine Waffe besitzt. In Litauen ist der Munitionsvorrat auf 300 Stück (bei Sportschützen 1000 Stück) pro besessene Waffe beschränkt. Auch in Estland dürfen Zivilisten nur begrenzte Mengen an Munition und Treibladungspulver bevorraten: 100 Patronen für Kurzwaffen, 300 für Schrotwaffen, 1000 für Sportwaffen, 1 kg Treibladungspulver pro Waffe, jedoch maximal 5 kg gesamt. Israel beschränkt die Munition für Kurzwaffen auf 50 Stück. Südafrika schränkt den Munitionsvorrat auf 200 Patronen ein, es sei denn, der Waffenbesitzer ist ein engagierter Jäger oder Sportschütze. Die australischen Bundesstaaten Tasmania und South Australia begrenzen den Munitionsvorrat auf ein „vernünftiges“ Maß. In Belize, Großbritannien, Indien, Kenia und Uganda werden die Höchstmengen auf der Waffenlizenz eingetragen.:Kapitel 9, S. 21–22

##### Einschränkung durch Wartezeiten
Einige Länder haben obligatorische Wartezeiten. Entweder wird eine Lizenz erst nach einer bestimmten Zeit bewilligt oder der Käufer muss eine bestimmte Anzahl von Tagen abwarten, bevor er seine Waffe in Besitz nehmen darf.
In Australien werden Kaufgenehmigungen in der Regel erst 28 Tagen nach der Antragstellung eines Lizenzinhabers gewährt. Auch in Kanada gibt es eine 28-tägige Wartezeit zwischen dem Antrag und der Bewilligung einer Kauf- und Besitz-Lizenz. In den Vereinigten Staaten verhängen mehrere Staaten eine Wartezeit zwischen Kauf und Aushändigung von Kurzwaffen, auch wenn zum Kauf generell keine Lizenz erforderlich ist. In New Jersey müssen die Käufer sieben und in Kalifornien zehn Tage warten, bevor ihnen eine Kurzwaffe ausgehändigt wird. In Florida beträgt die Wartezeit drei Tage für Kurzwaffen. Schneller geht es für Inhaber einer Lizenz zum verdeckten Tragen. Wurde der Käufer mit dem Tod oder Körperverletzung bedroht und hat er diese Bedrohung bei den örtlichen Strafverfolgungsbehörden angezeigt, kann er sogar von der Wartezeit ganz befreit werden.:Kapitel 9, S. 22

##### Strafen für den unerlaubten Gebrauch und Besitz
Die Strafen, die für den unerlaubten Gebrauch oder Besitz einer Schusswaffe verhängt werden, variieren von Land zu Land. Sie sind in der Regel höher, wenn der Waffenbesitzer ein Verbrechen begehen wollte, er betrunken oder berauscht eine Waffe führt, eine Waffe ohne Lizenz führt oder sie einem Unberechtigten überlässt.
In Singapur kann die unrechtmäßige Verwendung von Schusswaffen, auch der Versuch, mit dem Tod bestraft werden. Auch in Ägypten steht der Einsatz von Schusswaffen gegen die öffentliche Ordnung oder die Sicherheit des Staates
unter Todesstrafe.:Kapitel 9, S. 22

#### Übertragung von Gebrauchtwaffen (Waffen aus Privatbesitz)
Zivilisten erwerben Schusswaffen aus einer Vielzahl von Quellen. Sie können sie erben, bei einem Waffenhändler, einem Großhändler oder – in einigen Ländern – auf Ausstellungen kaufen oder als Gebrauchtwaffen von einem anderen privaten Waffenbesitzer übernehmen.
Die meisten Länder erlauben private Verkäufe zwischen Zivilisten unter den folgenden Bedingungen. Der Käufer muss die entsprechende Lizenz vorweisen, wie z. B. in Deutschland, Estland, Finnland, Großbritannien, Kanada, Kenia, Papua New Guinea und Uganda, und der Verkäufer muss die Genehmigungsbehörde vom Verkauf unterrichten. In Finnland hat der Verkäufer dafür 30 Tage Zeit, in Belize 14 Tage, in Großbritannien sieben Tage und in Kenia und Uganda 48 Stunden.
In den Vereinigten Staaten dürfen Privatverkäufe nach Bundesrecht nur zwischen Bürgern eines Staates erfolgen und der Käufer muss mindestens 18 Jahre alt sein. Ohne weitere Einschränkungen ist der Privatverkauf z. B. in Arizona, Florida und Texas erlaubt. In Massachusetts benötigt der Käufer eine Lizenz, ähnlich verfährt New Jersey.
Einige Staaten erlauben nur den Kauf bei lizenzierten Händlern und verbieten die Übertragung zwischen Privatpersonen oder erlauben private Verkäufe nur unter eingeschränkten Bedingungen. So ist in Australien und Singapur die Übertragung von Schusswaffen zwischen Privatpersonen verboten. In Kalifornien muss ein lizenzierter Händler eingeschaltet werden, der einen „Background-Check“ vornehmen muss. In Südafrika bestimmt der zuständige Behördenvertreter die Bedingungen der Übertragung. In Kroatien darf die Übergabe nur in Anwesenheit eines Polizeibeamten stattfinden. :Kapitel 9, S. 22–23

### Besitzkontrolle
Die meisten Länder verlangen vom künftigen Waffenbesitzer, dass er ein Bedürfnis für den Erwerb einer Schusswaffe hat oder sie erlauben Zivilisten Schusswaffen nur für bestimmte Zwecke. Viele Länder fordern vom Antragsteller einen Nachweis, dass dieser einen Grund für den Waffenerwerb hat, wobei das Niveau der „Beweise“ von Fall zu Fall variiert.

#### Bedürfnis
Einige der Länder, die ein Bedürfnis („echten Grund“, englisch genuine reason) voraussetzen, spezifizieren dessen Definition im Gesetzestext. Kroatien verlangt einen „vernünftigen Grund“ zum Waffenbesitz, der gesetzlich mit dem Zweck Jagd, Sportschießen und Selbstverteidigung beschrieben wird. Andere Länder, die ebenfalls Bedürfnisse verlangen, überlassen es dem Ermessen der Genehmigungsbehörde, von Fall zu Fall zu entscheiden, wie in Großbritannien, Kenia und Papua-Neuguinea. Während in Großbritannien das Bedürfnis für die Schrotflinten-Lizenz präzisiert ist (Sportschießen und Schädlingsbekämpfung), fehlt diese Definition für die Schusswaffen-Lizenz. Dadurch liegt deren Bewilligung oder Ablehnung im Ermessensspielraum der Behörde. Im Jemen, wo Lizenzen nur zum Führen einer Waffe erforderlich sind, muss der Antragsteller „eine politische oder gesellschaftliche Stellung“ innehaben oder beruflich auf das Führen einer Waffe angewiesen sein. Andererseits erlaubt das Gesetz den Genehmigungsbehörden die „Wertschätzung“ des Antragstellers selbst vorzunehmen.
In anderen Ländern wird gesetzlich zwar kein Bedürfnis vorgeschrieben, jedoch in der Praxis durch Zweckbindung angewendet. So werden in Südafrika Besitz-Lizenzen nur für bestimmte Tätigkeiten, wie „gelegentliche Jagd und Sportschießen“ erteilt.
In einigen Ländern werden einige Verwendungen von Schusswaffen automatisch bewilligt, während andere von der Zustimmung der Regierung abhängen. So muss in der Schweiz „jede Person, die eine Lizenz für einen anderen Zweck als Sport, Jagd oder Sammeln erwerben möchte, ihren Grund benennen.“ In Kanada wird kein Bedürfnis für den Waffenbesitz verlangt. Lizenzinhaber von eingeschränkten Schusswaffen (Kurzwaffen und bestimmte Selbstladewaffen), benötigen jedoch sowohl für den Transport (Authorization to Transport = ATT) als auch für das Führen (Authorization to Carry = ATC) spezielle Lizenzen. Bei letzterer müssen sie nachweisen, dass sie die eingeschränkte Schusswaffe benötigen, um sich oder andere zu schützen bzw. wegen ihrer beruflichen Tätigkeit diese benötigen. Auch in New Jersey muss der Antragsteller ein Bedürfnis nachweisen, bevor er eine Lizenz zum Führen einer Kurzwaffe erhält. Für den Erwerb, Besitz und das Führen von Maschinengewehren oder Angriffswaffen muss ein schriftlicher Antrag mit dem Grund für die Lizenz eingereicht werden. Es wird gesetzlich nicht genau definiert, welche Gründe akzeptabel sind. In jedem Fall werden bestimmte Angriffswaffen akzeptiert, sofern der Zweck Sportwettkämpfe lautet und der Antragsteller Mitglied in einem Schützenverein ist und die öffentliche Sicherheit nicht gefährdet ist. :Kapitel 9, S. 24–25

#### Zweck
Die Gründe, die Länder für den privaten Schusswaffenbesitz akzeptieren, fallen in den folgenden Kategorien: Jagd; Sportschießen und Wettbewerb; abhängige oder selbstständige berufliche Tätigkeit (z. B. in der Landwirtschaft und zur Schädlingsbekämpfung); bei Vorführungen und in der Kunst (inkl. Theater und Film), Sammlungen und Ausstellungen, (auch in Museen) und zum Schutz von Personen oder Sachen.
Vom angegebenen Zweck hängt oftmals die Entscheidung der Genehmigungsbehörde ab, welche Waffen dem Zivilisten erlaubt werden. In Finnland wird z. B. überprüft, ob die beantragte Waffe für den angegebenen Zweck nicht zu leistungsstark und nicht zu leistungsfähig ist. In Western Australia muss die Genehmigungsbehörde sowohl mit dem Zweck zufrieden sein als auch damit, dass „die Art der Schusswaffe und die der Munition angemessen und gerechtfertigt sind.“ :Kapitel 9, S. 24–25

##### Jagd, Schießtraining und Sportschießen
Jagd, Schießübungen und Sportschützen sind die Hauptgründe, für die die meisten Länder privaten Waffenbesitz erlauben.
Singapur ist eine bemerkenswerte Ausnahme, da dieser Staat für die Jagd lediglich Harpunen zum Fischfang zulässt, jedoch keine Schusswaffen.
In einigen Ländern müssen die Antragsteller nachweisen, dass sie engagierte Jäger oder Sportschützen sind. Dieser Nachweis kann durch die Mitgliedschaft in einem Schützenverein oder die bestandene Jägerprüfung erbracht werden. In Uganda muss der Inhaber einer Besitzlizenz innerhalb von drei Monaten auch die Lizenz zur Vogeljagd oder Wildtierjagd vorweisen, ansonsten erlischt seine Schusswaffenlizenz. In Singapur, muss ein Lizenzinhaber Mitglied eines registrierten Schützenvereins sein und an mindestens 12 Trainingseinheiten pro Jahr teilnehmen, um die Lizenz zu erneuern. :Kapitel 9, S. 25

##### Berufliche Tätigkeit
In vielen Ländern wird der Schusswaffenbesitz für bestimmte berufliche Zwecke gestattet, einschließlich Schädlingsbekämpfung und Landwirtschaft.
In einigen Ländern gibt es die allgemeine Anerkennung, dass eine Schusswaffe für einen Beruf oder Arbeiten erforderlich sein kann. Hierzu zählen Estland und Finnland. Deren Gesetz bezieht sich auf „Arbeitsverhältnisse, bei denen eine Waffe notwendig ist“. In anderen Ländern wird die spezielle Arbeit ausdrücklich definiert wie in Kroatien, wo nur die Zwecke Umweltforschung und Umweltschutz anerkannt sind, oder Kanada, wo besonders gefährliche oder riskante Arbeiten den Waffenbesitz erlauben, wie z. B. in abgelegener Wildnis oder beim Geldtransport. :Kapitel 9, S. 26

##### Vorführungen und Kunst
Die meisten Länder haben Bestimmungen, die den Gebrauch von Schusswaffen bei Vorführungen, wie z. B. im Theater oder bei Filmproduktionen, zulassen. Oft ist dies an bestimmte Bedingungen geknüpft. So müssen beispielsweise in Kroatien Waffen deaktiviert sein. In manchen Staaten wie in Großbritannien und Uganda benötigt der Antragsteller jedoch keine besonderen Bescheinigungen. :Kapitel 9, S. 26

##### Sammlungen und Museen
Viele Länder erlauben Museen und Einzelpersonen Schusswaffen zu sammeln, auch solche, die eigentlich verboten oder beschränkt sind.
In einigen Ländern, wie in Kroatien und Litauen, müssen solche Waffen deaktiviert oder funktionsunfähig gemacht werden. In anderen Ländern, wie in Deutschland und South Australia, müssen die Sammler nachweisen, dass sie eine „richtige“ Sammlung aufbauen wollen, die ständig erweitert wird und dass die Sammlung der einzige Zweck für den Waffenbesitz ist. Eine Nutzung der Sammlerwaffen zum sportlichen oder jagdlichen Schießen ist auf einer Sammlerlizenz ausdrücklich ausgeschlossen. :Kapitel 9, S. 26

##### Selbstverteidigung
Das Recht, sich gegen eine physische Bedrohung zu verteidigen, ist ein allgemein anerkanntes Prinzip in allen Rechtsstaaten, sofern die Bedrohung „unmittelbar“ und die Verteidigung „notwendig und verhältnismäßig“ ist. Es gibt jedoch kein allgemein anerkanntes Recht, zum Zweck der Notwehr eine Waffe zu besitzen.
Der 2006 von der UNO-Sonderberichterstatterin über Menschenrechte, Barbara Frey, vorbereitete Bericht diskutierte das Prinzip der Notwehr unter dem Gesichtspunkt der Menschenrechte. Nach ihrer Auffassung gibt es zwei internationale rechtliche Prinzipien: die oberste Sorgfaltspflicht des Staates Schusswaffenmissbrauch durch private Besitzer zu verhindern und das Prinzip der Selbstverteidigung, das eine herausragende Stellung in den internationalen Menschenrechten einnimmt. Sie kommt zum Schluss, dass es kein unabhängiges Recht auf Schusswaffenbesitz zum Zweck der Selbstverteidigung geben könne, da der Staat seiner Sorgfaltspflicht nachkommen müsse.
Obwohl einige Länder Selbstverteidigung als Zweck zum Waffenbesitz nicht akzeptieren, verbieten sie nicht notwendigerweise die Verwendung einer Schusswaffe bei Notwehr, sofern ein derartiger Einsatz im Einklang mit den strafrechtlichen Bestimmungen für die Anwendung von Gewalt erfolgt.
Im umgekehrten Fall ist in Staaten, die Selbstverteidigung als Zweck zum Waffenbesitz erlauben, die Verwendung dieser Waffe in Notwehr nicht in jedem Fall gestattet.
In der Studie des Small Arms Survey gestatten 16 der 42 untersuchten Regierungsbezirke explizit die Gründe Notwehr oder persönlicher Schutz als Zweck zum Waffenbesitz. Andere, wie Deutschland, verbieten zwar diesen Zweck nicht, legen das Bedürfnis aber so restriktiv aus, dass es kaum einem Antragsteller zugestanden wird. Viele Länder, die Selbstverteidigung als Zweck zulassen, beschränken den Waffentyp und fordern den Nachweis des Bedürfnisses.
In Südafrika zum Beispiel darf man nur eine einzige Waffe zum Zweck der Selbstverteidigung besitzen. Erlaubt ist entweder eine Schrotflinte, die weder vollautomatisch, noch halbautomatisch geladen wird, oder eine halbautomatische Kurzwaffe. Zudem muss der Antragsteller nachweisen, dass er oder sie ein Bedürfnis zur Selbstverteidigung hat und kein anderes Mittel als eine Schusswaffe für den Schutz geeignet ist. Kann der Antragsteller zudem beweisen, dass nur eine eingeschränkte Schusswaffe (halbautomatische Schrotflinte oder Gewehr) zur Selbstverteidigung geeignet ist, kann auch diese erlaubt werden. Auch in Singapur muss der Antragsteller die ernsthafte Bedrohung des eigenen Lebens nachweisen, sowie dass es keine anderen Möglichkeiten gibt, dieser Bedrohung zu begegnen. :Kapitel 9, S. 26

##### Einschränkungen
Die Länder schränken die Besitzlizenz durch eine Reihe von Rechtsordnungen ein. Werden diese Bedingungen nicht befolgt, kann die Lizenz entzogen werden oder der Lizenznehmer bestraft werden oder beides.

###### Verlustanzeigepflicht
In vielen Ländern haben Waffenbesitzern die Verpflichtung, den Diebstahl oder Verlust von Schusswaffen aus ihrem Besitz bei der Polizei oder einer anderen Behörde innerhalb einer kurzen Zeitspanne zu melden.
Es wird angenommen, dass die Verlustanzeige die öffentliche Sicherheit verbessert. Die zeitnahe Meldung kann der Polizei helfen, die Waffe schneller aufzuspüren und dadurch wiederzubeschaffen. Durch die Meldepflicht werden Waffenbesitzer stärker zur Rechenschaft gezogen. Auf der anderen Seite schützt sie vor Anschuldigungen, falls die gestohlene oder verlorene Waffe in einem Verbrechen verwendet wird. Eine zeitnahe Meldung hilft den Strafverfolgungsbehörden illegalen Handel und Käufe durch „Strohmänner“ aufzudecken.
Die meisten Staaten verlangen, dass die Eigentümer die verlorene oder gestohlene Schusswaffe innerhalb einer bestimmten Frist (z. B. 24 Stunden) melden, andere erwarten die Meldung „unverzüglich“ oder „sofort“. Die meisten Staaten mit Verlustanzeigepflicht verurteilen Besitzer, die dieser Pflicht nicht nachkommen, mit einer Geldstrafe, in einigen Ländern auch mit einer Gefängnisstrafe.
In Südafrika wird die höchste Strafe aller untersuchten Länder verhängt: zehn Jahre Haft. Kommt in New Jersey ein Eigentümer einer (eingeschränkten) Angriffswaffe der Verlustanzeigepflicht nicht unverzüglich nach, muss er nicht nur eine Geldstrafe zahlen, sondern ist auch zivilrechtlich haftbar für alle Schäden, die mit der Waffe durch ein Verbrechen entstehen.:Kapitel 9, S. 30–31

###### Sichere Aufbewahrung
Die Anforderungen an die sichere Aufbewahrung können helfen, das Risiko zu mindern, dass Schusswaffen gestohlen oder missbräuchlich verwendet werden, sowie absichtlich als auch versehentlich. Der Schwerpunkt in den meisten Ländern liegt darin, den Zugriff auf die Waffe durch unberechtigte Personen, wie Diebe oder Kleinkinder, zu verhindern. Was unter einer sicheren Aufbewahrung zu verstehen ist, variiert in den meisten Ländern.
In vielen Ländern sollen die Waffen entladen, getrennt von der Munition und sicher verschlossen aufbewahrt werden.
In einigen Fällen gibt es keine spezifische Normen, der Lizenznehmer ist einfach verpflichtet, „angemessene Vorsichtsmaßnahmen“ zu ergreifen, wie in Papua New Guinea, oder die Waffen „mit Vorsicht“ zu verwahren wie in der Schweiz oder „securely and in safe custody“ wie in Kenia, um den Zugriff durch Unberechtigte zu verhindern. In Großbritannien steht auf dem Schusswaffenzertifikat, dass die Schusswaffe jederzeit sicher gelagert werden muss, um zu verhindern, soweit dies vertretbar ist, dass eine nicht autorisierte Person Zugang zu Waffe oder Munition erhält. Das Recht von 1998 stellt keine spezifischen Anforderungen. Das Innenministerium hatte 2005 Richtlinien erstellt und empfohlen, diese einzuhalten, um so der gesetzlich vorgeschriebenen Sorgfaltspflicht nachzukommen. Zum Beispiel empfehlen die Richtlinien die getrennte Lagerung von Munition und abnehmbaren Teile zur Waffe. Auch empfehlen sie abschließbare Schränke, wenn Kinder im Haus sind. Kanada verlangt ebenfalls eine getrennte Lagerung von Waffen und Munition, es sei denn, die Munition wird – mit oder ohne Waffe – in einem abgeschlossenen Behältnis aufbewahrt. In Neuseeland muss der Besitzer von Kurzwaffen, halbautomatischer Anscheinswaffen oder anderen eingeschränkten Waffen diese getrennt von ihrer Munition lagern. Bei allen anderen Waffen hat der Besitzer die Pflicht, dass kein Unberechtigter gleichzeitig auf Munition und schussbereite Waffe Zugriff bekommt.
Eine andere häufige Anforderung ist die Aufbewahrung der entladenen Waffe. Ausnahmen gibt es für die Länder, in denen Selbstverteidigung erlaubt ist. Einige US-Bundesstaaten, darunter Florida und Texas erwarten von den Waffenbesitzern, dass sie die Waffen so lagern, dass Kinder keinen Zugang zu geladenen Waffen bekommen, z. B. durch Aufbewahrung in einem abschließbaren Behältnis oder durch ein Abzugsschloss. In New Jersey gibt es keine Anforderung. Es ist jedoch eine Straftat, wenn Minderjährige Zugang zu geladenen Waffen erhalten, sofern die Waffe nicht in einem abgeschlossenen Behältnis mit Abzugsschloss aufbewahrt wurde.
Es gibt nur wenige Länder, die exakte Aufbewahrungsbedingungen vorschreiben. Kasachstan schreibt einen Tresor oder Metallschrank vor, Estland verlangt ab der zweiten Waffe einen Metallschrank, der im Boden oder der Wand verankert ist. In Neuseeland müssen alle eingeschränkten Waffen in einem von der Polizei abgenommenen Waffentresor gelagert werden. Die nicht eingeschränkten Waffen sollen für Kinder unzugänglich gelagert werden.
Einige Länder erwarten vom Lizenznehmer den Nachweis, dass dieser eine sichere Aufbewahrung erfüllen kann, bevor sie eine Lizenz ausstellen. Dazu gehören Deutschland, Kenia, Neuseeland, Süd-Australien und Uganda.
Singapur hat eine der strengsten Bestimmungen zur Lagerung. Lizenzinhaber von Sportwaffen müssen diese im Schützenverein aufbewahren. Lizenzinhaber für den Selbstschutz müssen die Waffe in einem Tresor mit Zahlen- und Schlüsselschloss aufbewahren, der mindestens 70 kg wiegt. Wenn der Inhaber das Land für mehr als einen Monat verlässt, muss er die Waffen bei der Polizei oder einer anderen autorisierten Person zur Verwahrung geben.:Kapitel 9, S. 31–32

###### Tragen in der Öffentlichkeit (Führen)
Einige Länder, wie Brasilien und die Russischen Föderation, verbieten die Mitnahme von Schusswaffen auf öffentlichen Plätzen für Zivilisten, obwohl es Ausnahmen für private Sicherheitsleute, Jäger und Sportschützen gibt.
Andere Länder erlauben das Tragen von Waffen, sofern ein vernünftiger Grund vorliegt und die Waffen entladen ist, wie in Finnland oder der Träger eine Lizenz zum Führen hat wie in Kroatien, Kasachstan, Litauen, Neuseeland (Lizenz nur erforderlich bei eingeschränkten Waffen) und in der Schweiz. Auch gibt es Länder, die das Tragen von Schusswaffen an bestimmten Orten verbieten, wie z. B. in Regierungsgebäuden, in und um Schulen und Kirchen herum, oder während bestimmter Feiertage und Ereignisse, wie z. B. an Wahltagen.
Zum Beispiel schränken die Vereinigten Staaten das Führen von Waffen in oder in der Nähe von Regierungsgebäuden und auf Schulgeländen ein. Die kolumbianischen Städte Bogotá und Cali haben mit dem Trageverbot an Ferientagen gute Erfahrungen gemacht: die Tötungsdelikte gingen zurück. Südafrikas Gesetz erlaubt es, „waffenfreie Zonen“ einzurichten. In Gebieten, die so ausgezeichnet sind, ist es verboten, Waffen zu tragen.
Concealed Carry Law in den USA
Die Vereinigten Staaten haben vier Standardgesetze für das verdeckte Tragen von Schusswaffen (i. d. R. Kurzwaffen) in der Öffentlichkeit. Diese sind wie folgt beschrieben: no issue, may issue, shall issue und unrestricted law.
- no issue: In zwei Staaten ist das verdeckte Tragen von Waffen in der Öffentlichkeit absolut verboten.
- may issue: In zwölf Staaten und dem District of Columbia erhalten Antragsteller eine Lizenz für das Tragen nur dann, wenn sie eine Reihe von Kriterien erfüllen.
- shall issue: 34 US-Bundesstaaten erteilen Lizenzen für das verdeckte Tragen, wenn einige wenige Bedingungen erfüllt sind. Dazu gehört in der Regel ein Mindestalter von 21 Jahren, die Überprüfung per „Background Check“ und eventuell der Besuch eines Sicherheitstrainings.
- unrestricted law: In drei Staaten (Alaska, Arizona und Vermont) dürfen Waffen ohne Lizenz verdeckt getragen werden bzw. ist das Führen erlaubt, wenn dazu ein Grund vorliegt, wie z. B. Jagd oder die Arbeit als Sicherheitspersonal.

Auch für das öffentliche Tragen von Waffen sind die Gesetze in den einzelnen US-Bundesstaaten verschieden. Einige Staaten erlauben dies ohne Lizenz, manche fordern eine Lizenz, andere beschränken das öffentliche Tragen auf bestimmte Aktivitäten, wie z. B. Jagd auf dem eigenen Grundstück. Die Tendenz der letzten zehn Jahre in der amerikanischen Gesetzgebung ist eine generelle Lockerung der gesetzlichen Beschränkungen.:Kapitel 9, S. 33–36